# Ókori egyiptomiak listája
| Ábécé szerinti tartalomjegyzék                                                                           |
| --- |
| A, Á B C Cs D Dz Dzs E, É F G Gy H I, Í J K L Ly M N Ny O, Ó Ö, Ő P Q R S Sz T Ty U, Ú Ü, Ű V W X Y Z Zs |

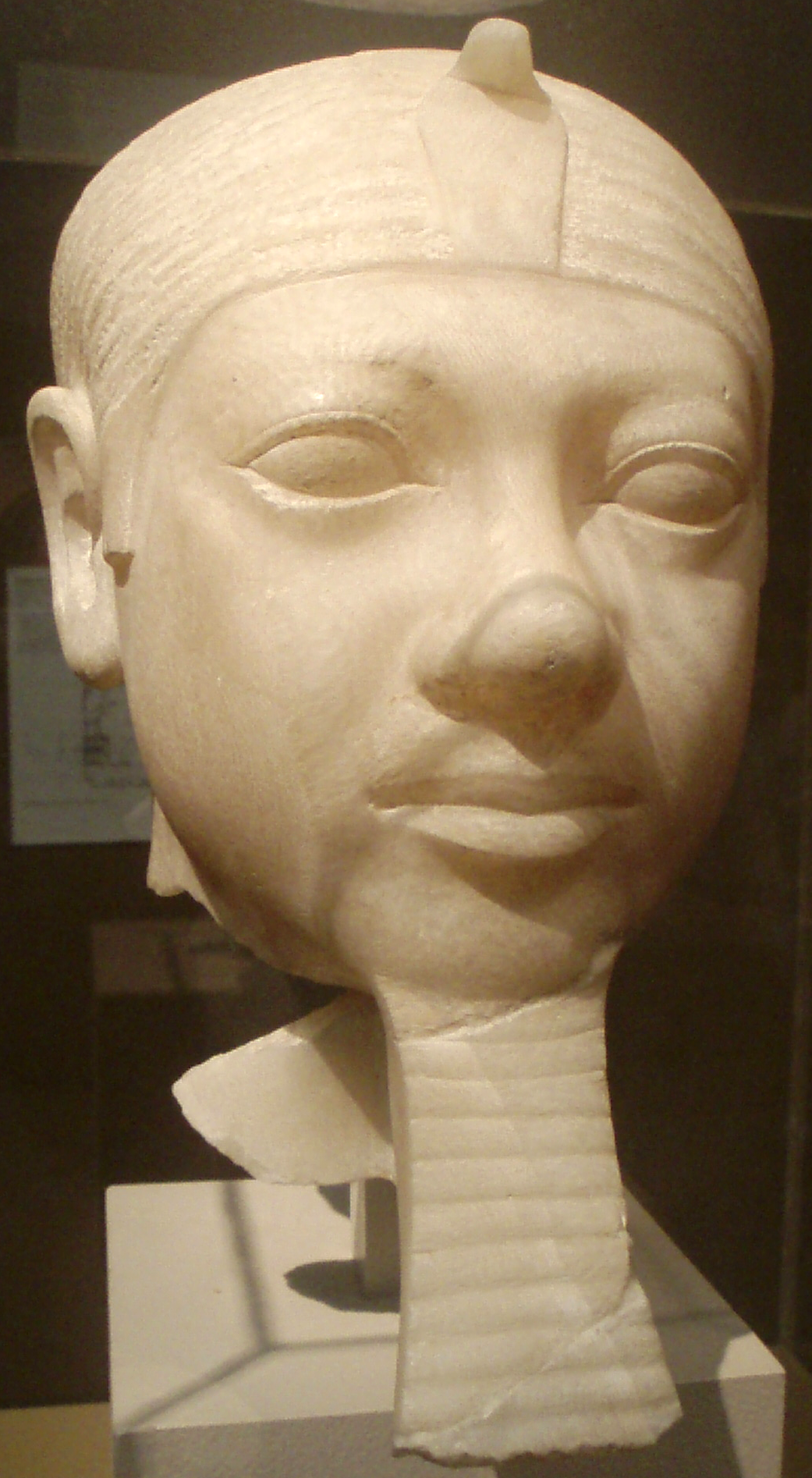
Menkauré

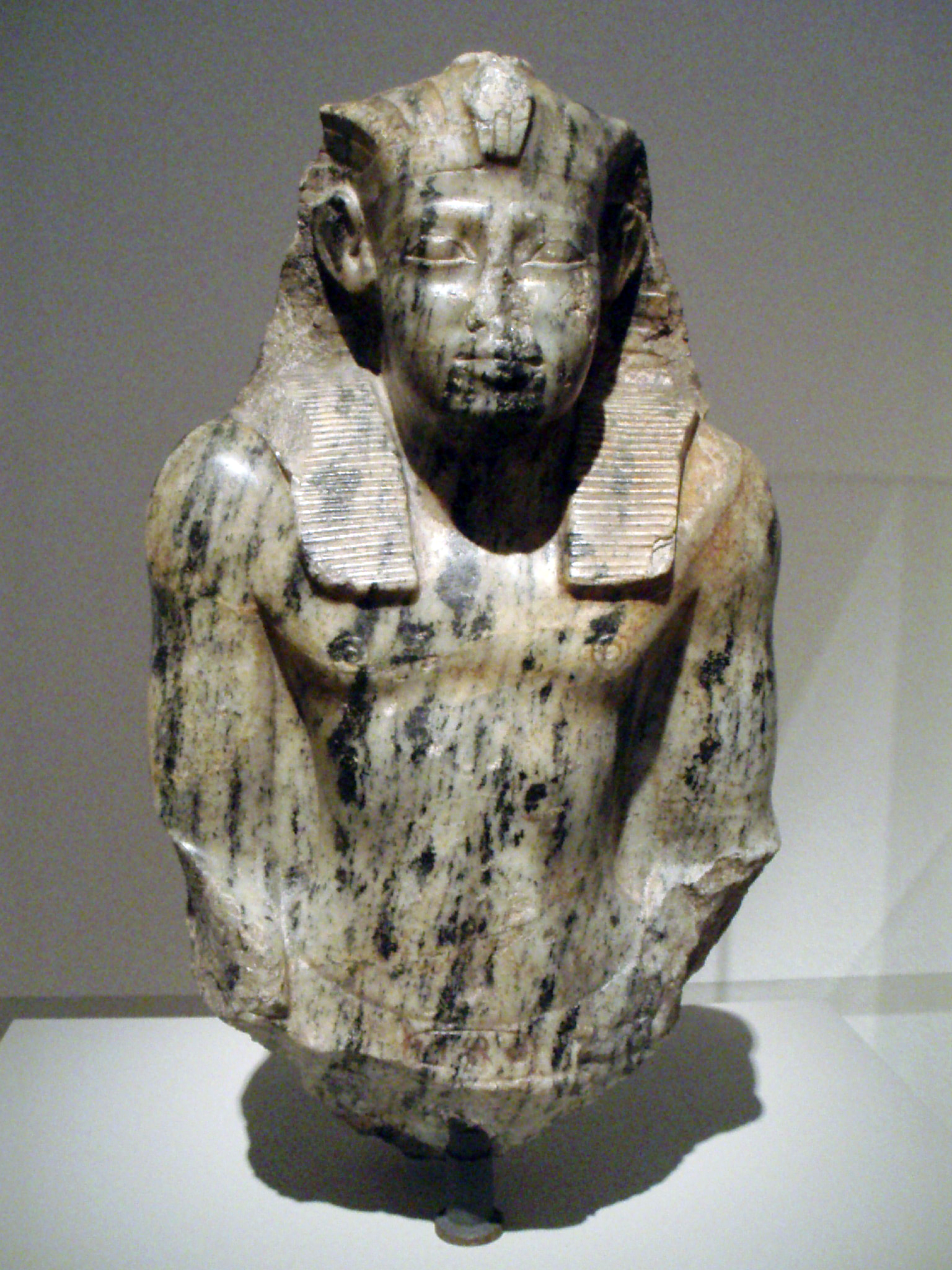
I. Szenuszert

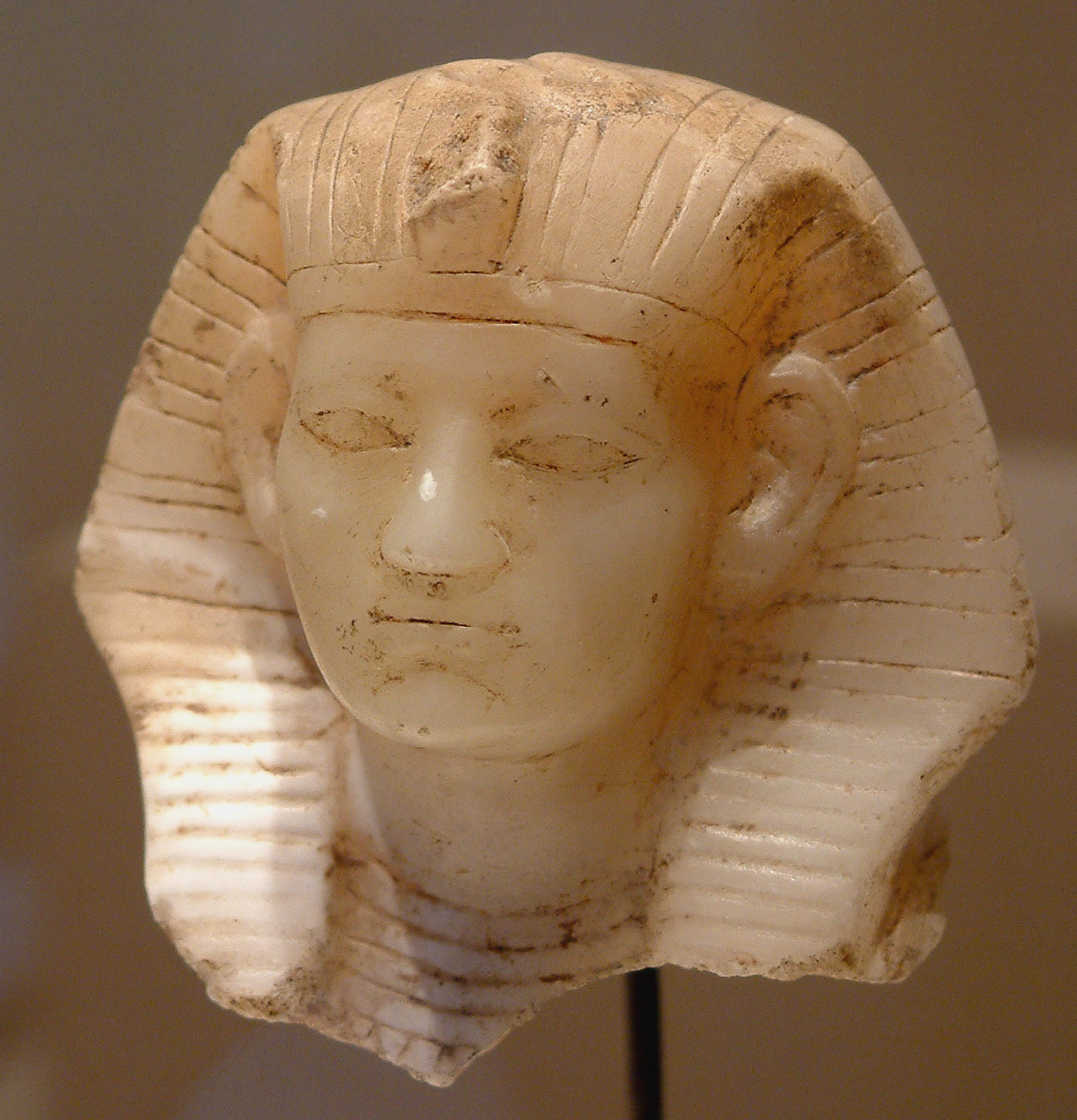
III. Amenemhat

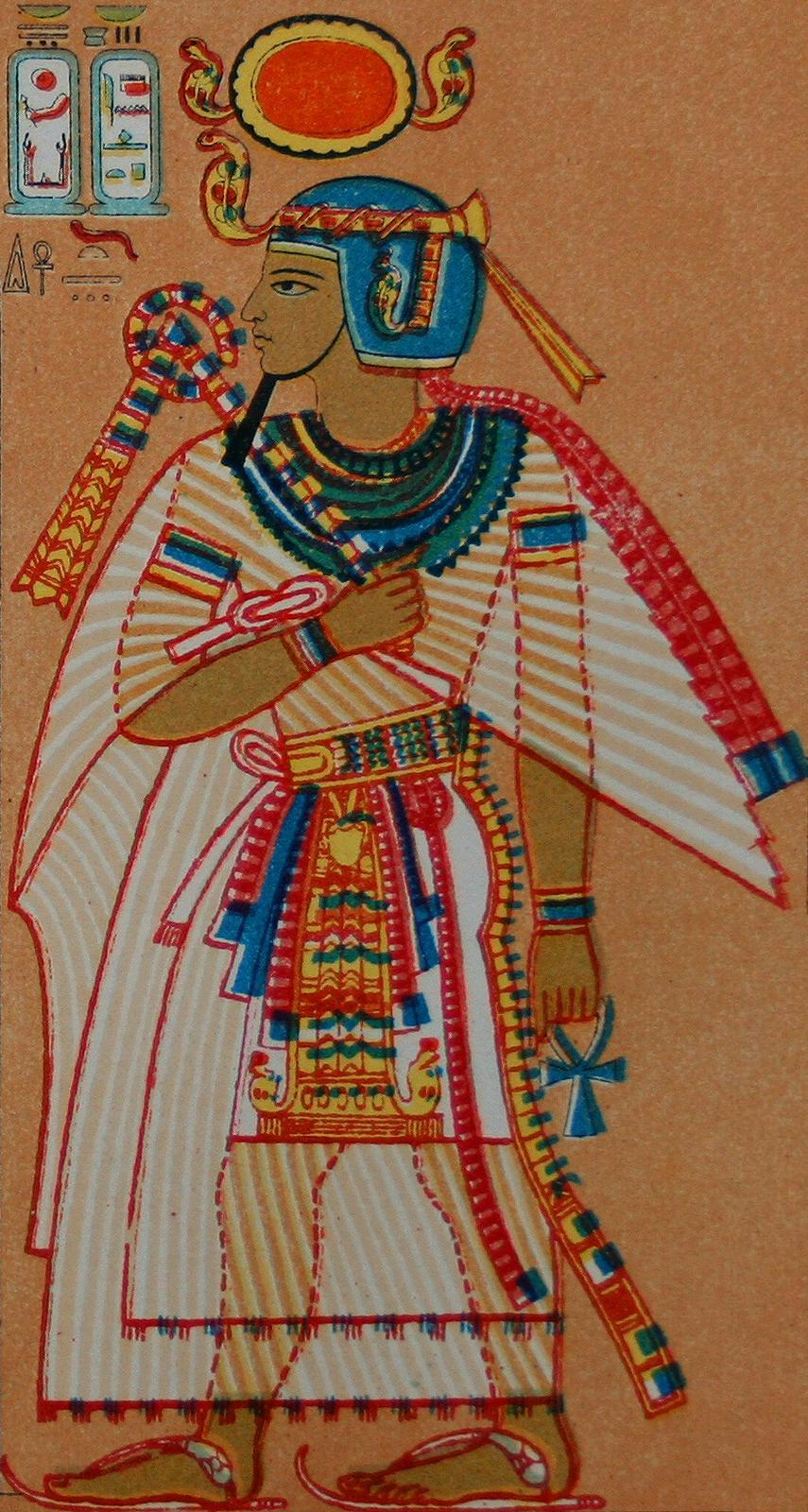
I. Amenhotep

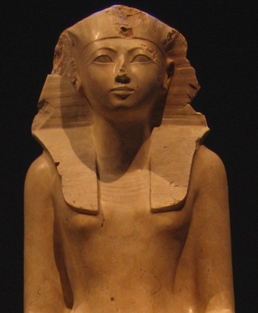
Hatsepszut

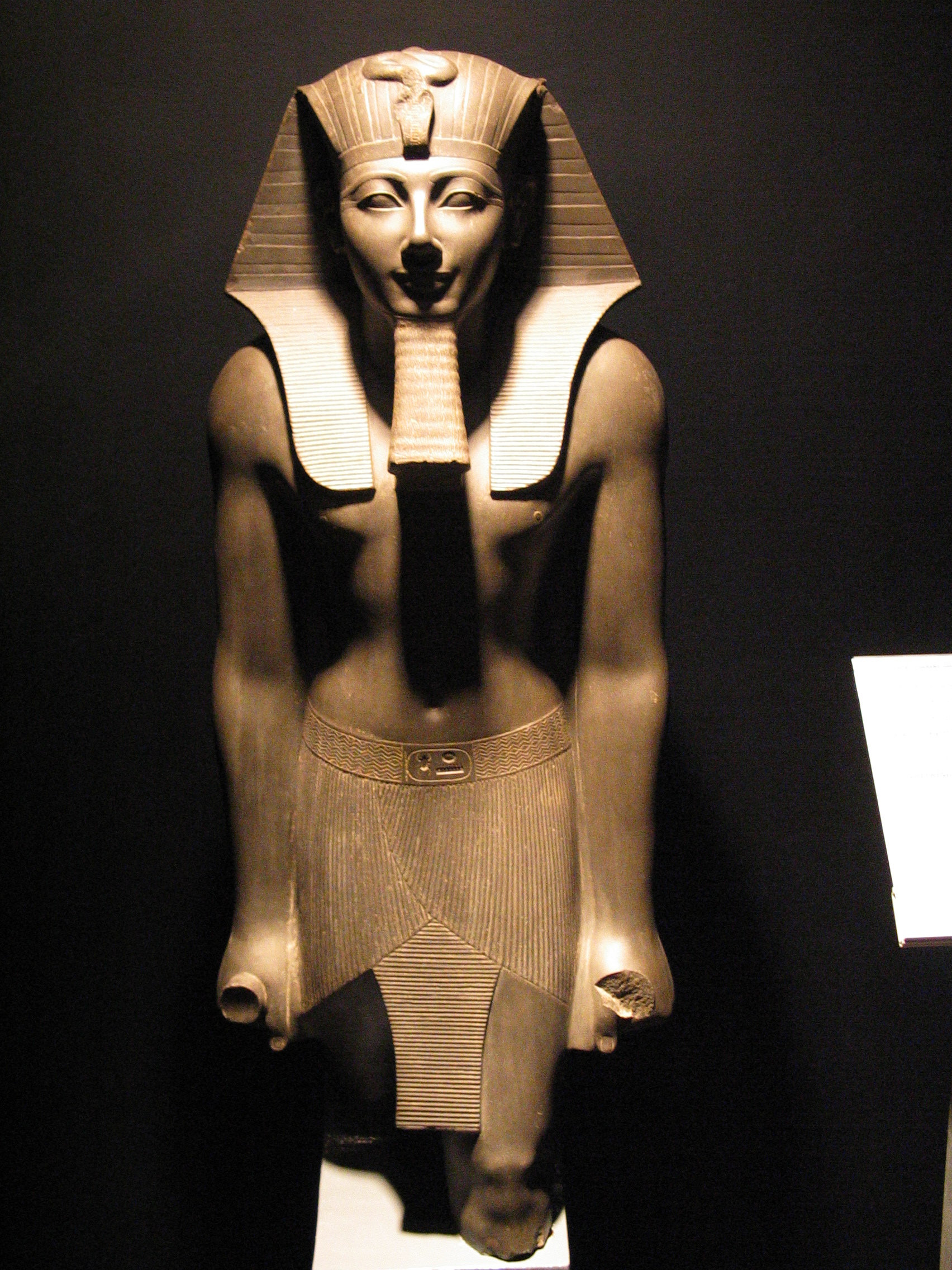
III. Thotmesz

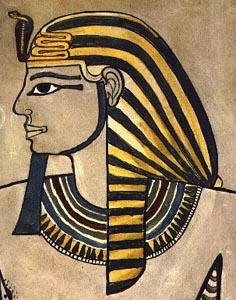
II. Amenhotep

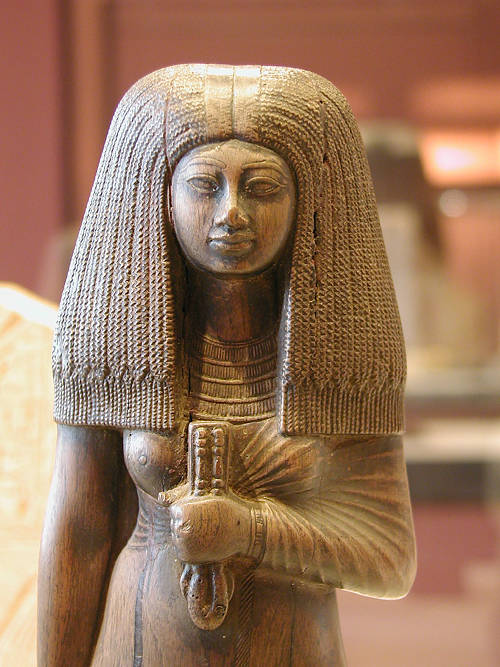
Tuja

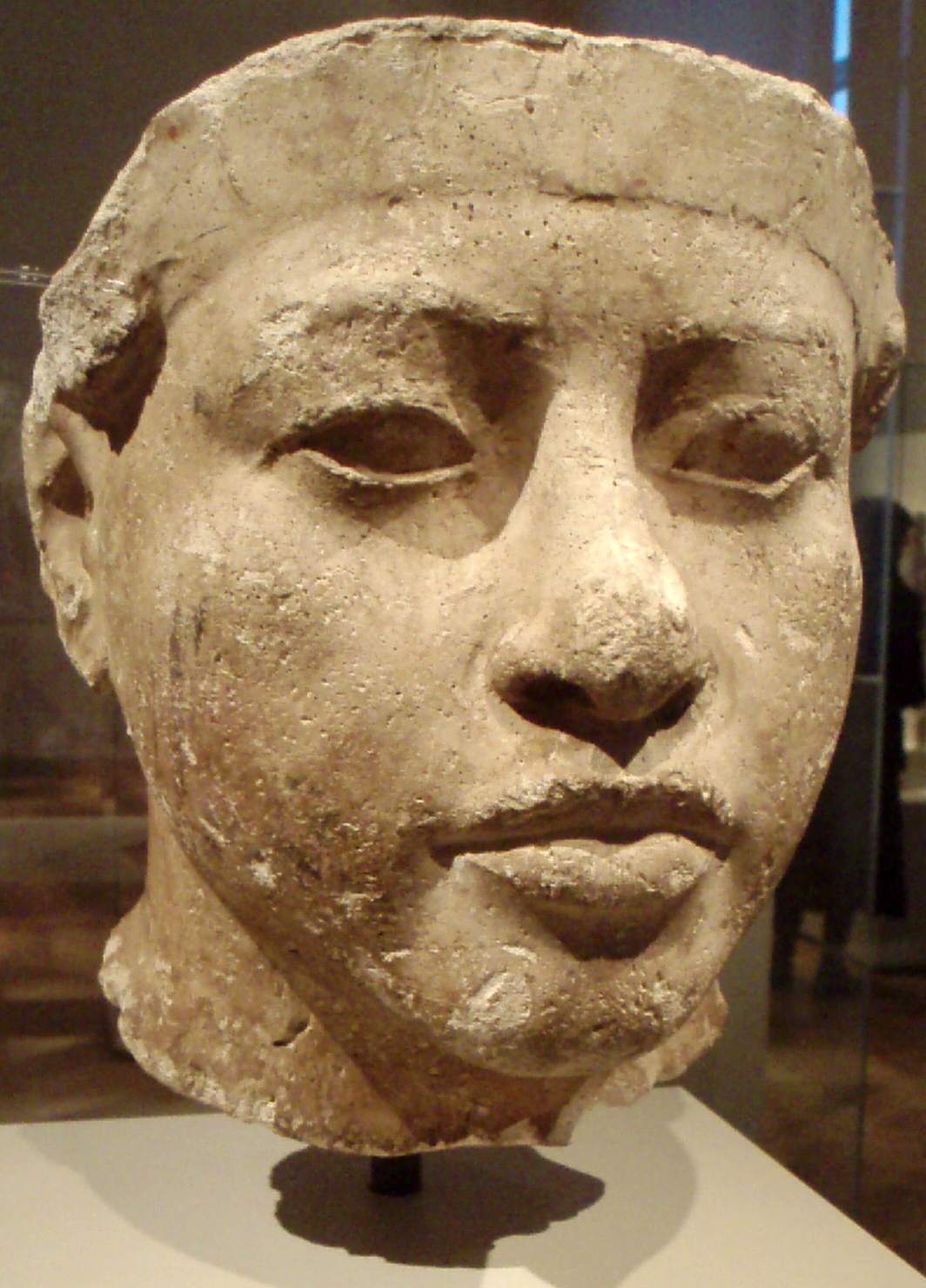
III. Amenhotep

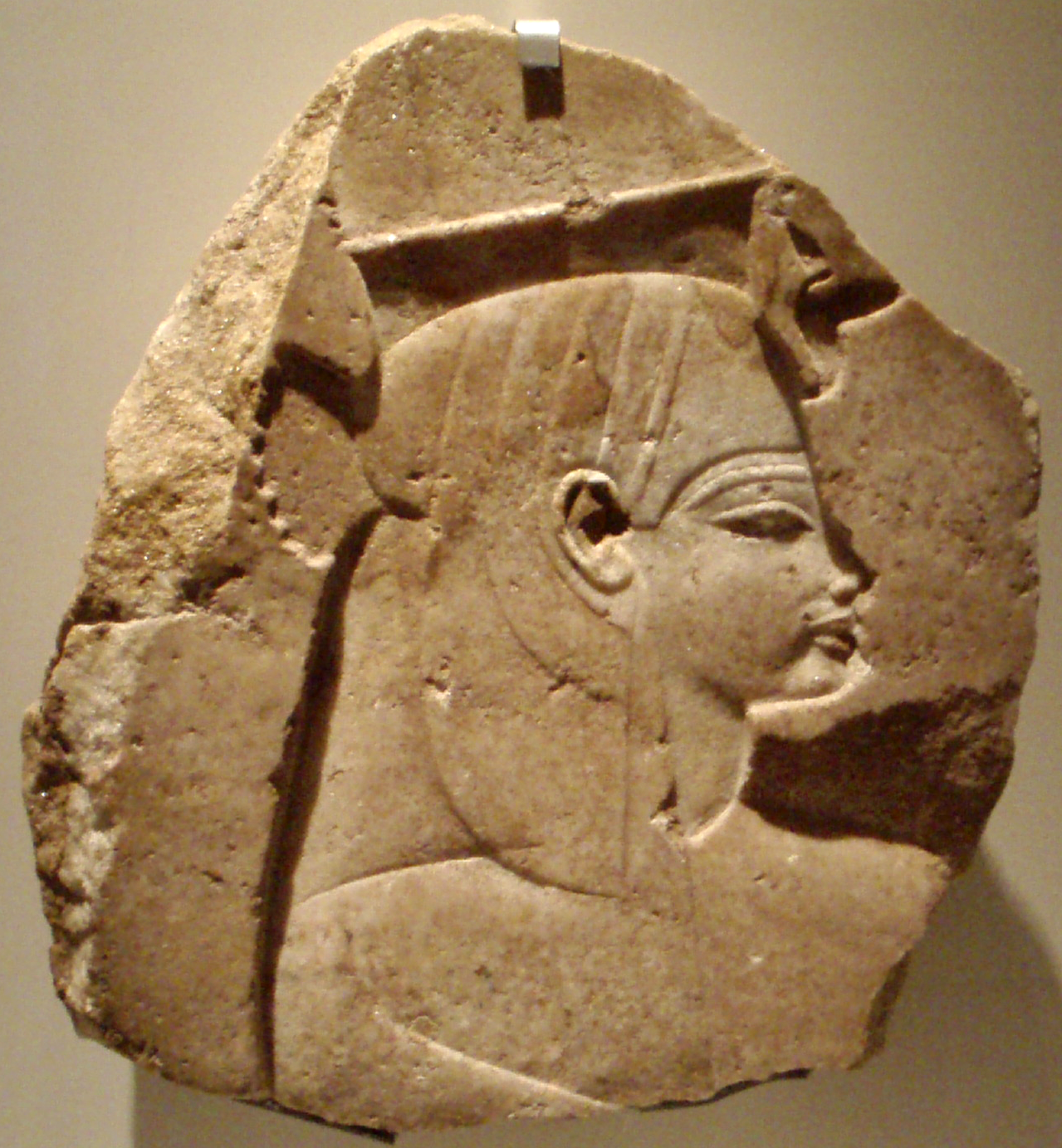
Tije

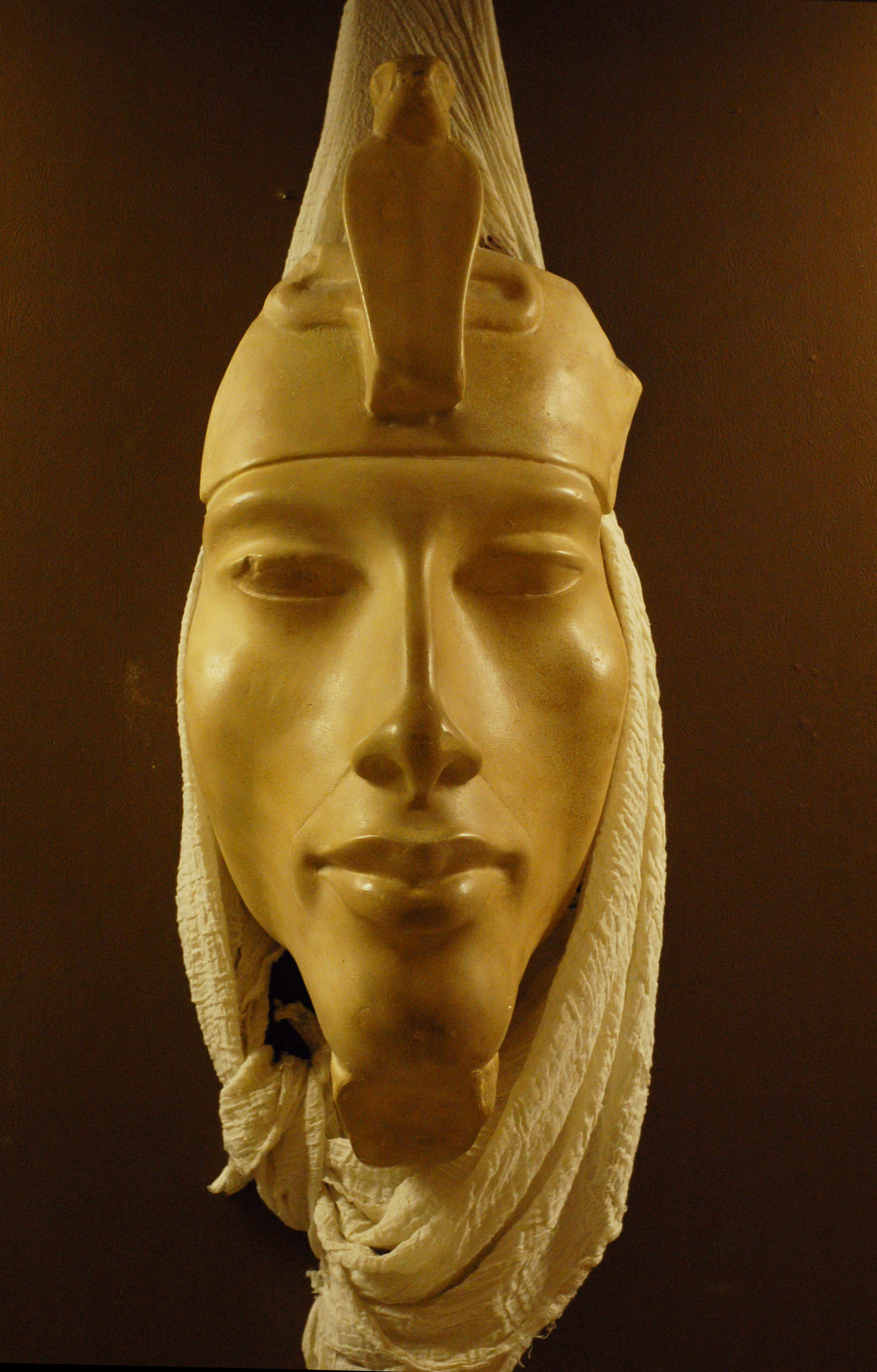
Ehnaton

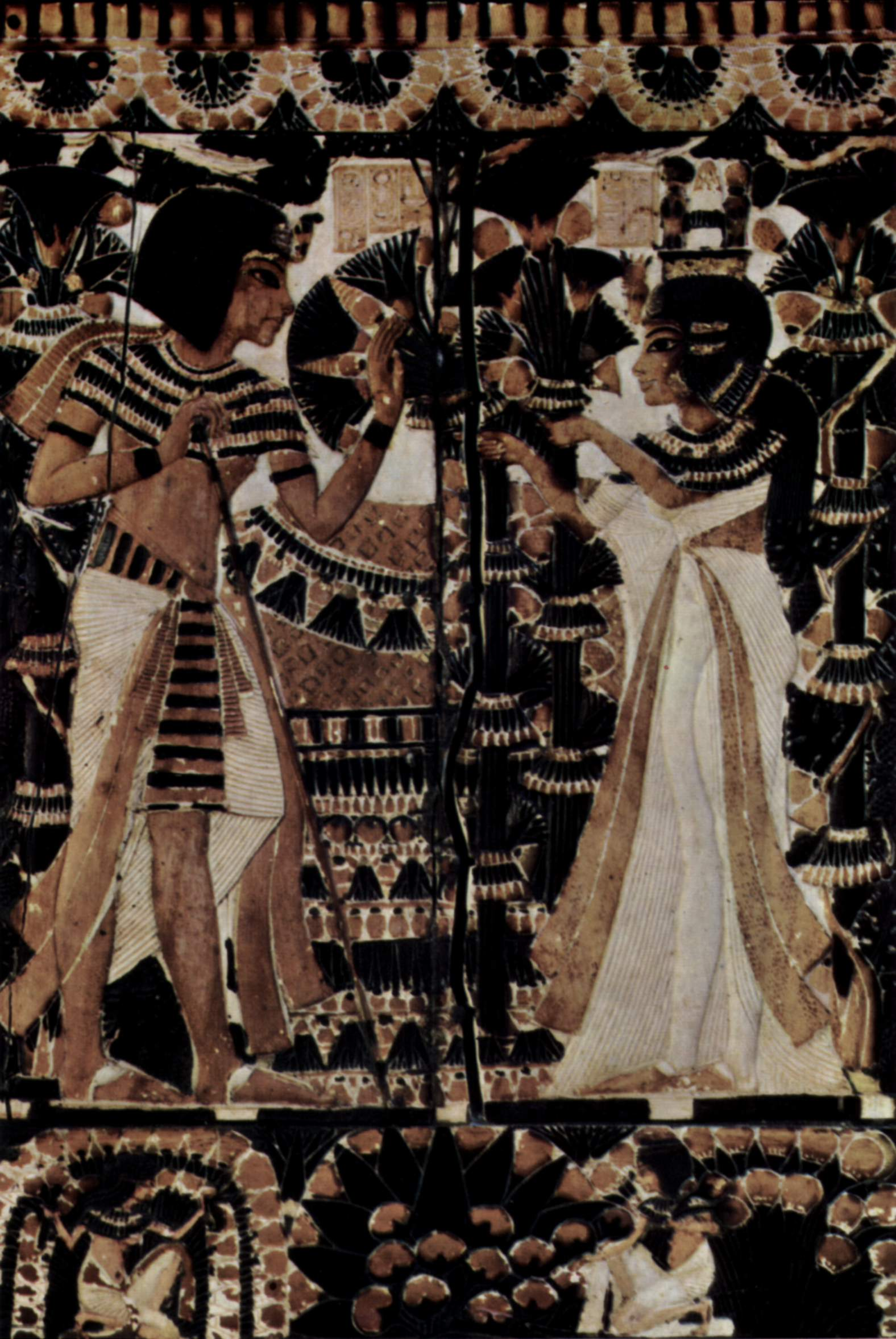
Tutanhamon és Anheszenamon

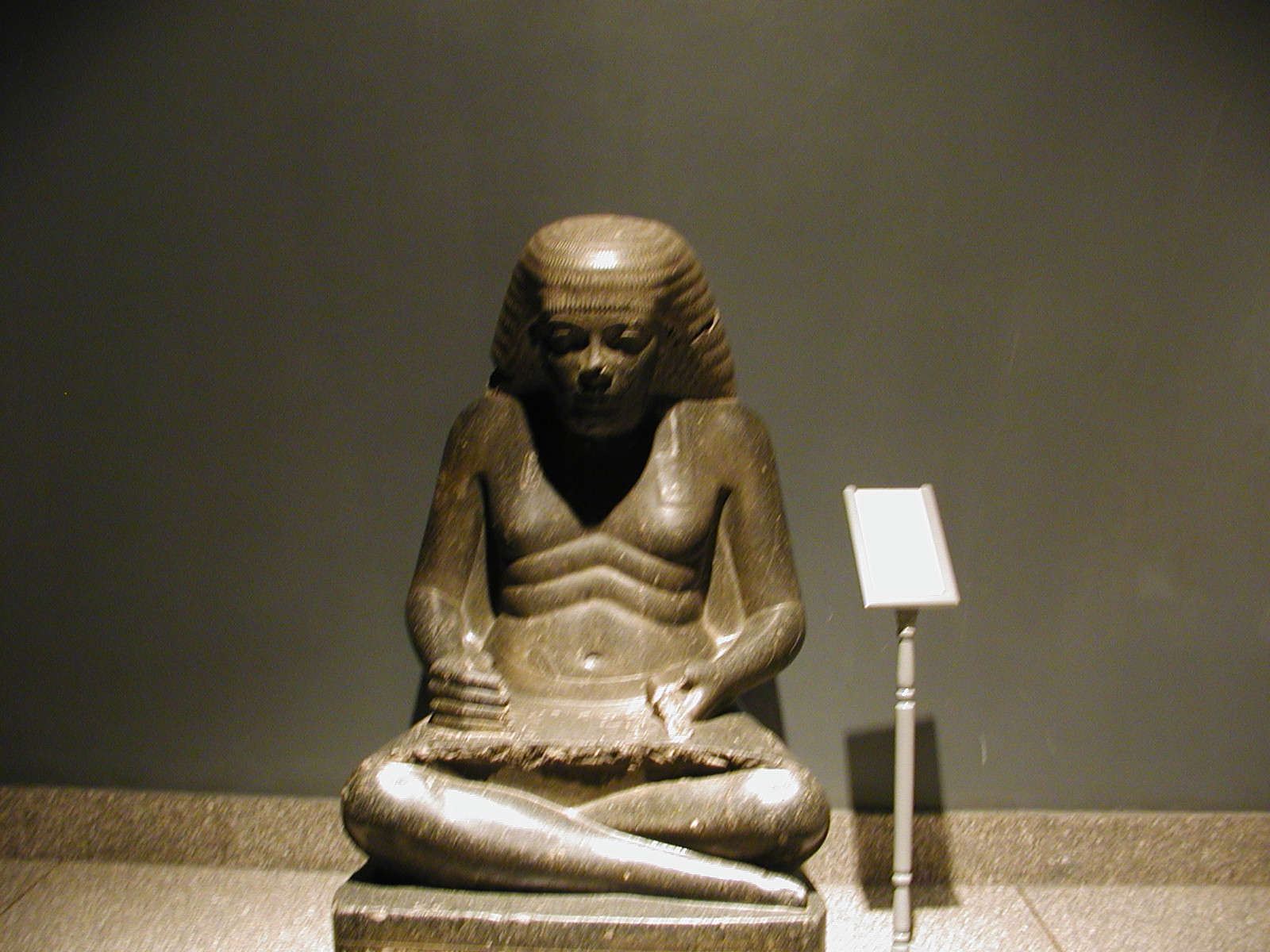
Hapu fia Amenhotep

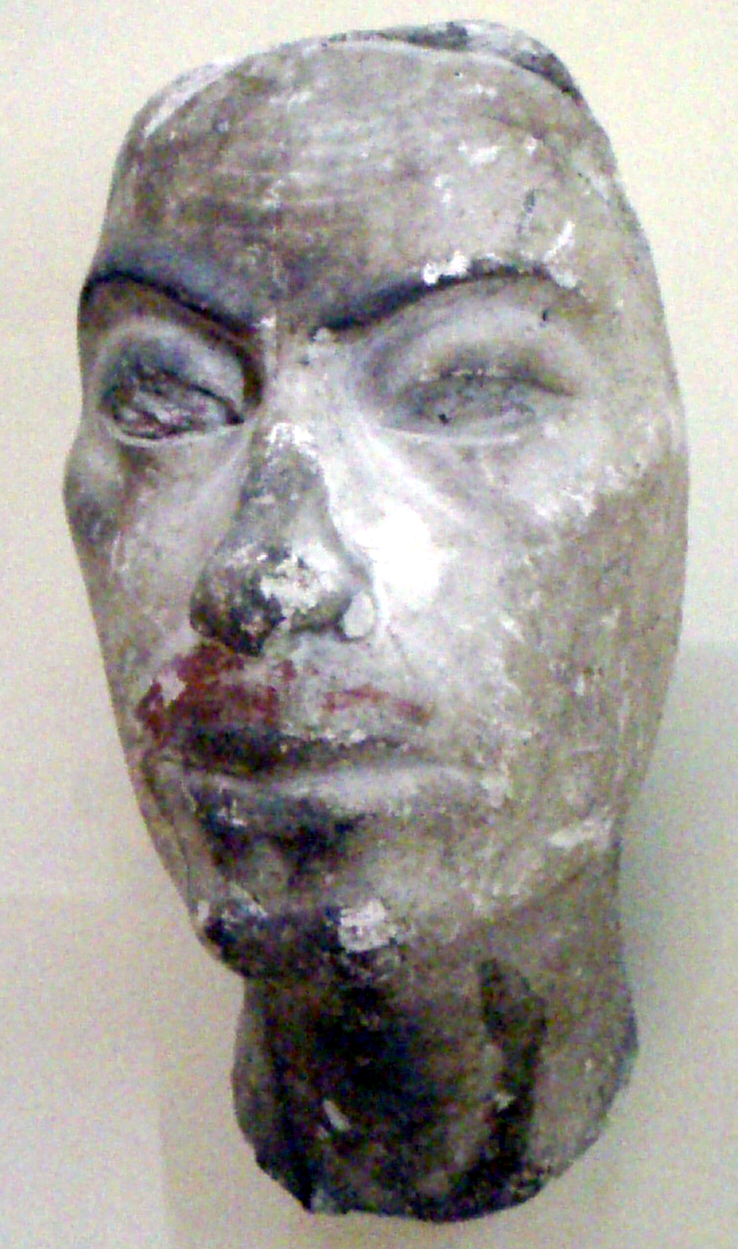
Ay

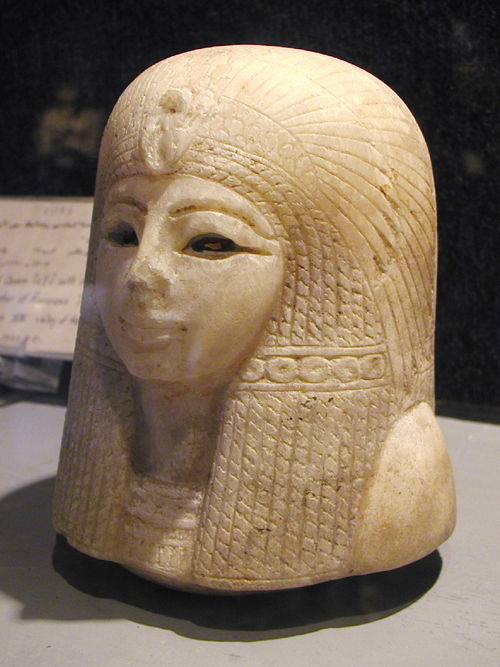
Tuja

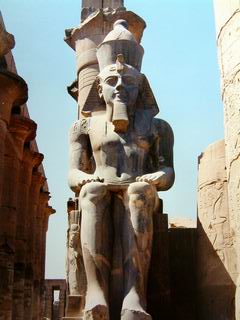
II. Ramszesz

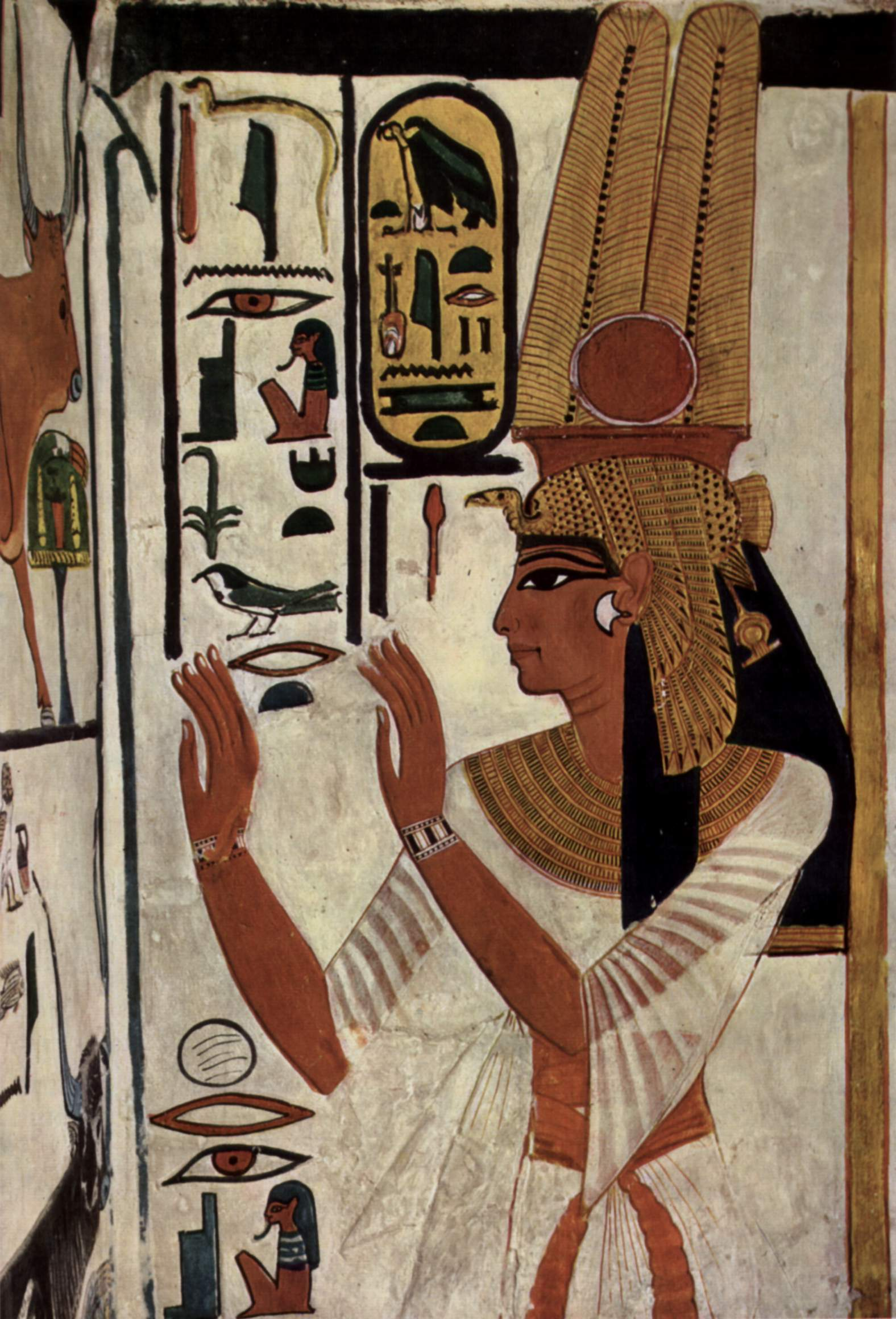
Nofertari

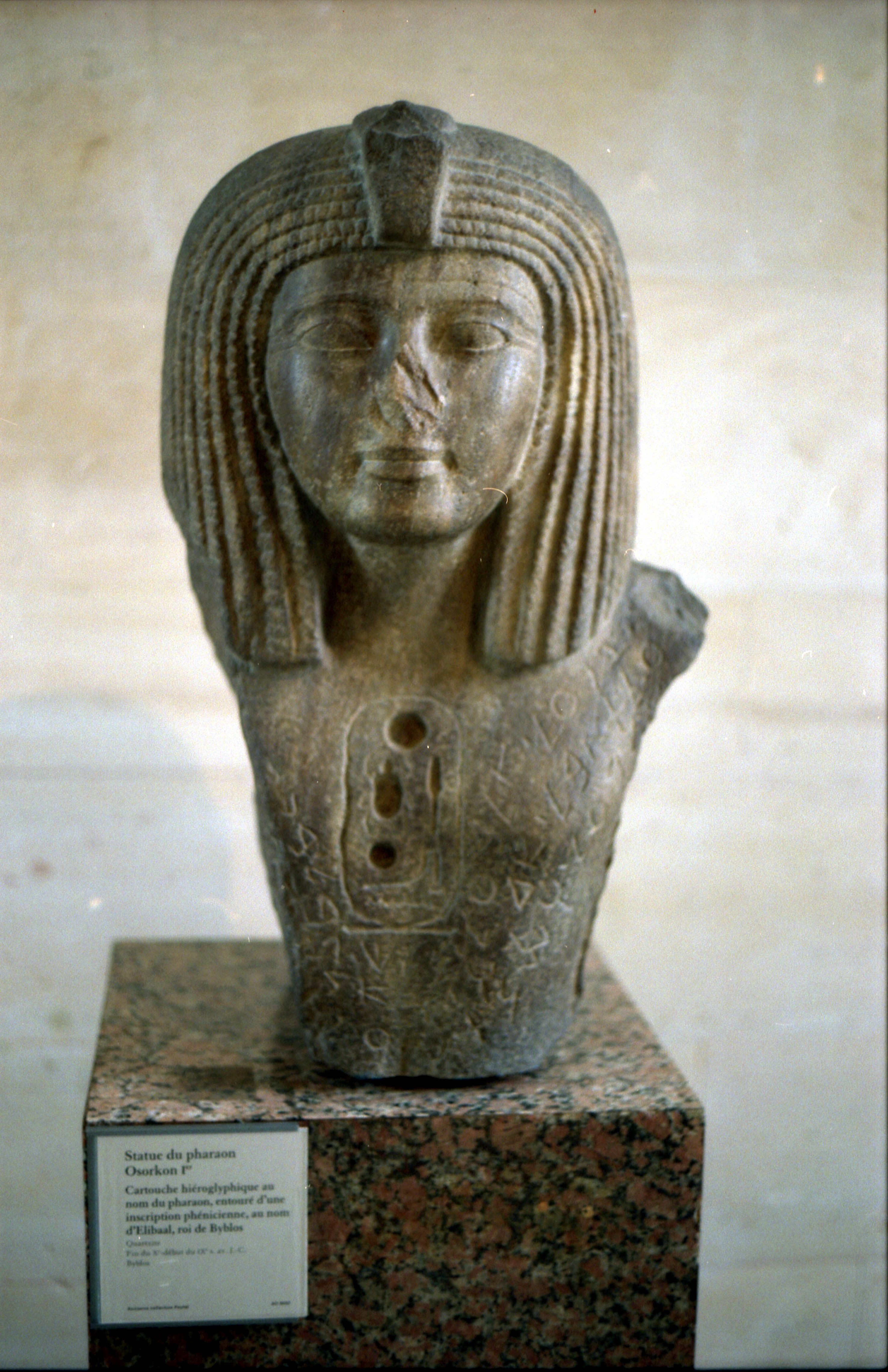
I. Oszorkon

Ez a Wikipédián szócikkel rendelkező ókori egyiptomiak listája. (Ptolemaidák nélkül.)

## A
- Aa, építész a Középbirodalom idején
- Aabeni, királyi háznagy a XIII. dinasztia idején
- Aaheperkarészeneb, kézműves a XVIII. dinasztia idején
- Aahotepré fáraó (XIV. dinasztia)
- Aat királyné, III. Amenemhat felesége
- Abar királyné, Piye felesége, Taharka anyja
- Addaja, az Amarna-levelekben említett hivatalnok
- Ahaneith, talán Dzset felesége
- Ahethotep, vezír Dzsedkaré Iszeszi alatt
- Ahethotep Hemi, vezír valószínűleg Unasz alatt
- Ahhotep királyné, Szekenenré felesége, I. Jahmesz anyja
- II. Ahhotep királyné, talán Kamosze felesége
- Ahmesz hercegnő, Szekenenré és Szitdzsehuti lánya
- Ahmesz királyné, I. Thotmesz felesége, Hatsepszut anyja
- Ahmesz-Henutemipet hercegnő, Szekenenré lánya
- Ahmesz-Henuttamehu királyné, Szekenenré és Inhapi lánya, I. Jahmesz felesége
- Ahmesz-Inhapi királyné, Szenahtenré lánya, Szekenenré felesége
- Ahmesz-Meritamon hercegnő, feltehetőleg Szekenenré lánya
- Ahmesz-Meritamon királyné, I. Jahmesz és Ahmesz-Nofertari lánya, I. Amenhotep felesége
- Ahmesz-Nebetta hercegnő, feltehetőleg Szekenenré lánya
- Ahmesz-Nofertari királyné, I. Jahmesz felesége, I. Amenhotep anyja
- Ahmesz-Szitamon királyné, I. Jahmesz lánya
- Ahmesz-Tumeriszi hercegnő, feltehetőleg Szekenenré lánya
- I. Amenemhat fáraó (XII. dinasztia)
- II. Amenemhat fáraó (XII. dinasztia)
- III. Amenemhat fáraó (XII. dinasztia)
- IV. Amenemhat fáraó (XII. dinasztia)
- V. Amenemhat fáraó (XIII. dinasztia)
- VI. Amenemhat fáraó (XIII. dinasztia)
- VII. Amenemhat fáraó (XIII. dinasztia)
- Amenemhat, nomoszkormányzó I. Szenuszert alatt
- Amenemhat, núbiai kormányzó Hatsepszut és III. Thotmesz alatt
- Amenemhat herceg, III. Thotmesz fia
- Amenemhat, Ámon főpapja II. Amenhotep alatt
- Amenemhat herceg, IV. Thotmesz fia
- Amenemhat Szurer, III. Amenhotep fő háznagya
- Amenemhatankh herceg, II. Amenemhat fia
- Amenemhatanh, vezír a Középbirodalom idején
- Amenemheb, Théba polgármestere a XVIII. dinasztia idején
- Ameneminet, a medzsai főnöke II. Ramszesz idején
- Amenemniszu fáraó (XXI. dinasztia)
- Amenemopet fáraó (XXI. dinasztia)
- Amenemopet herceg, II. Amenhotep fia
- Amenemopet hercegnő, IV. Thotmesz lánya
- Amenemopet, Kús alkirálya I. Széthi és II. Ramszesz alatt
- Amenemopet, Mut főpapja III. Ramszesz, IV. Ramszesz és V. Ramszesz alatt
- Amenemopet, intelemszerző
- Amenemopet Pairi, vezír a XVIII. dinasztia idején
- Amenherkhopsef herceg, II. Ramszesz és Nofertari fia
- Amenherkhopsef herceg, III. Ramszesz fia
- Amenherkhopsef herceg, VI. Ramszesz fia
- I. Amenhotep fáraó (XVIII. dinasztia)
- II. Amenhotep fáraó (XVIII. dinasztia)
- III. Amenhotep fáraó (XVIII. dinasztia)
- Amenhotep, kincstárnok a XIII. dinasztia idején
- Amenhotep, háznagy Hatsepszut idején
- Amenhotep herceg, II. Amenhotep fia
- Amenhotep, Kús alkirálya IV. Thotmesz alatt
- Amenhotep Hui, a király memphiszi háznagya III. Amenhotep alatt
- Amenhotep, Ámon főpapja IX., X. és XI. Ramszesz alatt
- Amenhotep, Hapu fia hivatalnok III. Amenhotep idején
- Amenhotep-Hui, vezír III. Amenhotep alatt
- Amenhotep-Hui, Kús alkirálya Tutanhamon alatt
- Amenhotep, Memphisz polgármestere II. Ramszesz alatt
- Amenhotep, orvos a XIX. dinasztia idején
- Ameni, tábornok II. Amenemhat idején
- Ameni, vezír II. Amenemhat idején
- Ameni, háznagy a XIII. dinasztia idején
- Ameni Kemau, fáraó (XIII. dinasztia)
- Amenia, Horemheb első felesége
- I. Amenirdisz, Ámon isteni felesége
- II. Amenirdisz, Ámon isteni felesége
- Amenirdiszu (Amonardisz), fáraó (XXVIII. dinasztia)
- Ameniszeneb, Elephantiné polgármestere a XII. dinasztia végén
- Amenmessze fáraó (XIX. dinasztia)
- Amenmosze herceg, I. Thotmesz fia
- Amenmosze, hivatalnok a XVIII. dinasztia vége felé
- Amenmosze, írnok II. Ramszesz idején
- Amenmosze, Théba polgármestere IV. Ramszesz, V. Ramszesz és VI. Ramszesz alatt
- Amethu, vezír a XVIII. dinasztia idején
- Amka, hivatalnok Dzser, Dzset és Den idején
- Ammerisz, Szaisz kormányzója
- Anather, fáraó (XVI. dinasztia)
- Anedzsib fáraó (I. dinasztia)
- Anen főpap, III. Amenhotep sógora
- Anhefenhonszu, Montu papja a XXV.-XXVI. dinasztia idején
- Anhefenszahmet, Ptah főpapja II. Paszebahaenniut alatt
- Anheszenamon királyné, Ehnaton és Nofertiti lánya, Tutanhamon felesége
- Anheszenpaaton Ta-serit hercegnő, feltehetőleg Anheszenamon lánya
- I. Anheszenpepi királyné, I. Pepi felesége
- II. Anheszenpepi királyné, I. Pepi felesége
- III. Anheszenpepi királyné, II. Pepi felesége
- IV. Anheszenpepi királyné, II. Pepi felesége
- Anhhaf herceg és vezír, Sznofru fia
- Anhherednofer, hivatalnok II. Oszorkon alatt
- Anhhór, a libu törzs főnöke V. Sesonk idején
- Anhmaré herceg és vezír, Hafré fia
- Anhnesznoferibré, Ámon isteni felesége
- Anhotep, Kús alkirálya II. Ramszesz alatt
- Anhtifi, nomoszkormányzó a XI. dinasztia idején
- Anhu, vezír Hendzser és II. Szobekhotep idején
- Anhurmosze, Anhur és Maat főpapja Merenptah idején
- Anhwennefer felső-egyiptomi ellenkirály (ptolemaida kor)
- Ani, írnok Ehnaton idején
- Antef nomoszkormányzó a XI. dinasztia idején
- I. Antef fáraó (XI. dinasztia)
- II. Antef fáraó (XI. dinasztia)
- III. Antef fáraó (XI. dinasztia)
- IV. Antef fáraó (XIII. dinasztia)
- V. Antef fáraó (XVII. dinasztia)
- VI. Antef fáraó (XVII. dinasztia)
- VII. Antef fáraó (XVII. dinasztia)
- Antef, tábornok II. Montuhotep alatt
- Antefiker, vezír I. Amenemhat és I. Szenuszert alatt
- Anuketemheb királyné, talán II. Ramszesz lánya
- 'Apepi fáraó (XIV. dinasztia)
- I. Apepi hükszosz fáraó (XV. dinasztia)
- Aperanat hükszosz uralkodó (XV. vagy XVI. dinasztia)
- Aperel, vezír III. Amenhotep és Ehnaton alatt
- Arti, egyiptomi és núbiai királyné, Sabataka felesége
- Asait királyné, II. Montuhotep felesége
- Atahebaszken, egyiptomi és núbiai királyné, Taharka felesége
- Ay fáraó (XVIII. dinasztia)
- Aya, királyné a XIII. dinasztia idején

## B
- Babaef vezír, Hafré unokája
- Baka fáraó (IV. dinasztia)
- Bakenhonszu, Ámon főpapja II. Ramszesz uralkodása alatt
- Bakenranef fáraó (XXIV. dinasztia)
- Bakenrenef, vezír I. Pszammetik alatt
- III. Baket, nomoszkormányzó a XI. dinasztia idején
- Baketamon hercegnő, III. Thotmesz lánya
- Baketaton hercegnő, feltehetőleg III. Amenhotep és Tije lánya
- Baketmut hercegnő, II. Ramszesz lánya
- Baketwerel királyné, feltehetőleg IX. Ramszesz felesége
- Batiresz királyné, Den vagy Anedzsib felesége
- Baufré herceg vagy uralkodó (IV. dinasztia)
- Bay kancellár, hivatalnok Sziptah uralkodása alatt
- Bebi, vezír II. Montuhotep alatt
- Bebianh fáraó (XVI. dinasztia)
- Bebnum fáraó (XIV. vagy XVI. dinasztia)
- Behenu királyné, I. vagy II. Pepi felesége
- Bek, szobrász Ehnaton idején
- Ben-Azen, hivatalnok II. Ramszesz és Merenptah idején
- Benerib királyné, Hór-Aha felesége
- Bész herceg I. Pszammetik idején (XXVI. dinasztia)
- Bika fáraó (0. dinasztia)
- Bintanath királyné, II. Ramszesz és Iszetnofret lánya
- Bunefer királyné, Sepszeszkaf felesége vagy lánya

## D
- Dagi, nomoszkormányzó az első átmeneti korban
- Dagi, vezír II. Montuhotep alatt
- I. Dedumosze fáraó (XVI. dinasztia)
- II. Dedumosze fáraó (XVI. dinasztia)
- Deduszobek Bebi, hivatalnok a XIII. dinasztia idején
- Den fáraó (I. dinasztia)
- Didia, Ptah főpapja II. Ramszesz alatt
- Duaenhór herceg, talán Hufu unokája
- Duaenré herceg és vezír, Hafré fia
- Duatentopet királyné, IV. Ramszesz felesége, V. Ramszesz anyja
- Duathathor-Henuttaui királyné, I. Pinedzsem felesége

## Dzs
- Dzsati herceg, Hufu unokája
- Dzsau, vezír a VI. dinasztia idején
- Dzsedefhór herceg, Hufu fia
- Dzsedefptah herceg, Sepszeszkaf fia
- Dzsedefré fáraó (IV. dinasztia)
- Dzsedheperu fáraó (XIII. dinasztia)
- Dzsedhonszuefanh, Ámon főpapja (XXI. dinasztia)
- Dzsedhór fáraó (XXX. dinasztia)
- Dzsedi herceg (IV. dinasztia)
- Dzsedkaré Iszeszi fáraó (V. dinasztia)
- Dzsedkaré Semai fáraó (VIII. dinasztia)
- Dzsedmaateszanh, thébai hölgy a XXII. dinasztia idején
- Dzsedptahiufanh, Ámon második prófétája II. Sesonk alatt
- Dzsefaihapi, nomoszkormányzó I. Szenuszert idején
- Dzsefatnebti királyné, talán Huni felesége
- Dzsehuti fáraó (valószínűleg XVI. dinasztia)
- Dzsehuti, Ámon főpapja I. Jahmesz idején
- Dzsehuti, kincstárnok Hatsepszut idején
- Dzsehuti, tábornok III. Thotmesz idején
- Dzsehutiemhat, Hermopolisz uralkodója a XXV. dinasztia idején
- Dzsehutihotep, nomoszkormányzó III. Szenuszert idején
- Dzsehutihotep, núbiai kormányzó Hatsepszut és III. Thotmesz idején
- Dzsehutinaht, nomoszkormányzó a XI.-XII. dinasztia idején
- Dzser fáraó (I. dinasztia)
- Dzset fáraó (I. dinasztia)
- Dzsószer fáraó (III. dinasztia)
- Dzseszeretnebti királyné (III. dinasztia)

## E
- Ehnaton fáraó (XVIII. dinasztia)

## G
- Gautszesen, Tjanefer Ámon-pap felesége
- Gegi, nomoszkormányzó a VI. dinasztia idején
- Gemenefhonszbak taniszi uralkodó a XXV. dinasztiával egyidőben
- Gemenefhorbak vezír (XXVI. dinasztia)
- Gemeniemhat, hivatalnok az első átmeneti korban vagy a Középbirodalom idején
- Giluhepa mitanni hercegnő, III. Amenhotep felesége

## H
- Haanhef, I. Noferhotep, Szihathor és IV. Szobekhotep fáraók apja
- Haanhesz királyné, VII. Antef felesége
- Haba, fáraó (III. dinasztia)
- Hababas, szaiszi felkelő az első perzsa uralom alatt
- Habau, fáraó (XIII. dinasztia)
- Habehnet, Deir el-Medina-i kézműves II. Ramszesz alatt
- Haemhat, hivatalnok III. Amenhotep alatt
- Haemtir vezír, Kús alkirálya Amenmessze és II. Széthi alatt
- Haemuaszet herceg, valószínűleg II. Amenhotep fia
- Haemuaszet herceg, főpap, II. Ramszesz és Iszetnofret fia
- Haemuaszet herceg, III. Ramszesz fia
- Haemuaszet, vezír IX. Ramszesz alatt
- Hafré fáraó (IV. dinasztia)
- Hai, vezír II. Ramszesz alatt
- Haju protodinasztikus uralkodó
- Hakaurészeneb, Bubasztisz polgármestere III. Szenuszert és III. Amenemhat alatt
- Hakaurészeneb, Elephantiné polgármestere a XIII. dinasztia idején
- Hakórisz fáraó (XXIX. dinasztia)
- I. Hamerernebti királyné, Hafré felesége
- II. Hamerernebti királyné, Menkauré felesége
- Hamerernebti hercegnő, Niuszerré lánya
- Hamudi hükszosz uralkodó (XV. dinasztia)
- Hamuré fáraó (XIV. dinasztia)
- Hapu, vezír IV. Thotmesz alatt
- Hapuszeneb, Ámon főpapja Hatsepszut alatt
- Harsziésze fáraó (XXIII. dinasztia)
- Harsziésze, Ámon második prófétája II. Oszorkon és Harsziésze alatt
- Harsziésze, Ámon főpapja II. Oszorkon, III. Sesonk és I. Pedubaszt idején
- Harsziésze, ellenkirály, az utolsó őslakos uralkodó
- Harwa, II. Amenirdisz háznagya
- Haszehem fáraó (II. dinasztia)
- Haszehemui fáraó (II. dinasztia; talán azonos Haszehemmel)
- Hat, Ozirisz főpapja I. Széthi alatt
- Hathorhotep, hercegnő a XII. dinasztia idején
- Hatnofer, Szenenmut anyja
- Hatsepszut fáraónő (XVIII. dinasztia)
- Hatsepszut, hercegnő a XIII. dinasztia idején
- Haui, Deir el-Medina-i őr II. Ramszesz alatt
- Hedzsetnebu hercegnő, Dzsedkaré Iszeszi lánya
- Hekaib, nomoszkormányzó II. Pepi alatt
- I. Hekaib, nomoszkormányzó I. Szenuszert alatt
- II. Hekaib, nomoszkormányzó III. Szenuszert és III. Amenemhat alatt
- III. Hekaib, nomoszkormányzó III. Amenemhat alatt
- Hekaibanh, Elephantiné polgármestere valószínűleg III. Amenemhat alatt
- Hekanaht, Kús alkirálya II. Ramszesz alatt
- Hekanofer, núbiai helyi kormányzó Tutanhamon alatt
- Hekenuhedzset királyné, Hafré felesége
- Hekeretnebti hercegnő, Dzsedkaré Iszeszi lánya
- Hemaka, Den fáraó főembere
- Hemetré hercegnő, Hafré lánya
- Hemiunu herceg, Sznofru unokája, Hufu vezírje
- Hendzser, fáraó (XIII. dinasztia)
- Henemet hercegnő, talán II. Amenemhat lánya
- I. Henemetnoferhedzset királyné, II. Szenuszert felesége
- II. Henemetnoferhedzset királyné, III. Szenuszert felesége
- III. Henemetnoferhedzset királyné, III. Amenemhat felesége
- Henhenet királyné, II. Montuhotep felesége
- Hensza vagy Khensza, egyiptomi és núbiai királyné, Piye felesége
- Henthapi, királyné az I. dinasztia idején
- I. Hentkauesz királyné, Sepszeszkaf és Uszerkaf felesége
- II. Hentkauesz királyné, Noferirkaré felesége
- Henut vagy Khenut, királyné, Unisz felesége
- Henutmehit, thébai papnő II. Ramszesz idején
- Henutmiré királyné, II. Ramszesz felesége
- Henutszen királyné, Hufu felesége
- Henuttaneb hercegnő, III. Amenhotep és Tije lánya
- Henuttaui hercegnő, II. Ramszesz és Nofertari lánya
- Henuttaui, papnő a XXI. dinasztia idején
- Henuttaui hercegnő, I. Pinedzsem és Duathathor-Henuttaui lánya
- Henuttaui, II. Neszubanebdzsed Ámon-főpap felesége
- Henuttaui, Ámon isteni felesége
- Henutwati királyné, talán V. Ramszesz felesége
- Herihór, Ámon főpapja, de facto fáraó (XX. dinasztia)
- Herit hercegnő, Apepi hükszósz király lánya
- Herneith királyné, talán Dzser felesége
- Hesziré, orvos Dzsószer idején
- I. Heti, fáraó (IX. vagy X. dinasztia)
- II. Heti, fáraó (IX. vagy X. dinasztia)
- III. Heti, fáraó (IX. vagy X. dinasztia)
- I. Heti, nomoszkormányzó a X. dinasztia idején
- II. Heti, nomoszkormányzó a X. dinasztia idején, Merikaré alatt
- Heti, kincstárnok II. Montuhotep alatt
- Heti, vezír III. Amenemhat alatt
- Heti, nomoszkormányzó I. Szenuszert alatt
- Hian, hükszosz fáraó (XV. dinasztia)
- Hnumhotep, Neuszerré fáraó manikűröse
- I. Hnumhotep, nomoszkormányzó I. Amenemhat alatt
- II. Hnumhotep, nomoszkormányzó II. Amenemhat és II. Szenuszert alatt
- Hnumhotep, vezír III. Szenuszert alatt
- Honszu, pap II. Ramszesz idején
- Hór, háznagy I. Amenemhat és I. Szenuszert alatt
- Hór fáraó (XIII. dinasztia)
- Hór, költő (XVIII. dinasztia)
- Hór-Aha fáraó (I. dinasztia)
- Hórbaef herceg, valószínűleg Hufu fia
- Hóremahet herceg, Ámon főpapja Sabaka, Taharka és Tanutamon alatt
- Hóremhauef hivatalnok, pap a második átmeneti korban
- Horemheb fáraó (XVIII. dinasztia)
- Horemheb, háznagy II. Ramszesz alatt
- Hórhat fáraó (0. dinasztia)
- Hórhedzsu fáraó (0. dinasztia)
- Horhuf felfedező (VI. dinasztia)
- Hori, Anhur főpapja II. Ramszesz alatt
- Hori, Ozirisz főpapja II. Ramszesz alatt
- Hori, Ptah főpapja II. Ramszesz alatt
- Hori, vezír II. Széthi uralkodásától III. Ramszeszéig
- Hori, Kús alkirálya Sziptah alatt
- Hori, Kús alkirálya III. és IV. Ramszesz alatt
- Hórmeni, Nehen polgármestere a XVIII. dinasztia idején
- Hórnaht, hivatalnok a XVII. dinasztia idején
- Hórnaht herceg, II. Oszorkon fia, taniszi főpap
- Hornebkha fáraó (XXIX. dinasztia)
- Hórnedzsitef, Ámon-pap a ptolemaida korban
- Hórni fáraó (0. dinasztia)
- Hórnineith fáraó (0. dinasztia)
- Hórpenabu fáraó (0. dinasztia)
- Horwennefer felső-egyiptomi ellenkirály (ptolemaida kor)
- I. Hotepheresz királyné, Sznofru felesége
- II. Hotepheresz királyné, Dzsedefré felesége
- Hotepheresz hercegnő, Sznofru lánya
- Hotephernebti királyné, Dzsószer felesége
- Hotepi, pap, hivatalnok az első átmeneti korban
- Hotepszehemui fáraó (II. dinasztia)
- I. Hudzsefa fáraó (II. dinasztia)
- II. Hudzsefa fáraó (III. dinasztia)
- Hufu fáraó (IV. dinasztia)
- Hufuhaf herceg, Hufu fia
- Hui fáraó (talán VIII. dinasztia)
- Hui papnő, III. Thotmesz anyósa
- Hui, Ptah főpapja II. Ramszesz alatt
- Hui, Kús alkirálya II. Ramszesz alatt
- Huiker, fáraó az első vagy második átmeneti korban
- I. Huit királyné, férje az V. vagy VI. dinasztia egyik uralkodója
- II. Huit királyné, Teti felesége
- Huja, Tije királyné háznagya
- Huni, fáraó (III. dinasztia)

## I
- Iah királyné, III. Antef felesége
- Iaret királyné, II. Amenhotep lánya, IV. Thotmesz felesége
- Ibi, I. Nitókrisz háznagya I. Pszammetik idején
- Ibiau fáraó (XIII. dinasztia)
- Ibiau, vezír Ibiau és Mernoferré uralkodása alatt
- Idi, vezír a VIII. dinasztia idején
- Ihernofret, kincstárnok III. Szenuszert alatt
- Ihi, vezír valószínűleg Unisz uralkodása alatt
- Iibhentré, núbiai uralkodó a XI. vagy XII. dinasztia idején
- Imhotep főpap, építész (III. dinasztia)
- Imhotep vezír (XVIII. dinasztia)
- Imiermesa fáraó (XIII. dinasztia)
- Imihet protodinasztikus uralkodó
- Inebni vagy Amenemnehu, Kús alkirálya Hatsepszut alatt
- Inenek-Inti királyné, I. Pepi felesége
- Ineni királyné (XIII. dinasztia)
- Ineni, I. Thotmesz főépítésze
- Inetkaesz hercegnő, Dzsószer és Hotephernebti lánya
- Ini (Kakaré Ini), núbiai uralkodó a XI. vagy XII. dinasztia idején
- Ini (Menheperré Ini), Théba uralkodója a XXIII. dinasztia végén
- Ipi, memphiszi háznagy III. Amenhotep és Ehnaton alatt
- Ipi, vezír a XII. dinasztia elején
- Ipu királyi dajka, Szatiah királyné anyja
- Ipuki, szobrász IV. Thotmesz és III. Amenhotep idején
- I. Iput királyné, Unisz lánya, Teti felesége
- II. Iput királyné, II. Pepi felesége
- Iri-Hór fáraó (0. dinasztia)
- Irinaht, orvos az Óbirodalom vagy az első átmeneti kor idején
- Iszeszi-anh, hivatalnok Dzsedkaré Iszeszi alatt
- Iszet, II. Thotmesz felesége vagy ágyasa, III. Thotmesz anyja
- Iszet hercegnő, III. Thotmesz és Meritré lánya
- Iszet hercegnő, III. Amenhotep és Tije lánya
- Iszet hercegnő, Ámon isteni felesége; VI. Ramszesz és Nubheszbed lánya
- Iszet Ta-Hemdzsert királyné, III. Ramszesz felesége, IV. Ramszesz és VI. Ramszesz anyja
- Iszetnofret királyné, II. Ramszesz felesége, Merenptah anyja
- Iszetnofret királyné, Merenptah felesége
- Iuhetibu Fendi hercegnő, III. Szobekhotep lánya
- Iuwlot, Ámon főpapja I. Oszorkon és I. Takelot idején
- Iymeru vezír (XIII. dinasztia)
- Iytjenu fáraó, első átmeneti kor
- Izi, kincstárnok a IV. dinasztia idején

## J
- Ja'ammu fáraó (XIV. vagy XVI. dinasztia)
- I. Jahmesz fáraó (XVIII. dinasztia)
- II. Jahmesz fáraó (XXVI. dinasztia)
- Jahmesz írnok (második átmeneti kor)
- Jahmesz, Abana fia katona (XVIII. dinasztia)
- Jahmesz herceg, főpap, feltehetőleg II. Amenhotep fia
- Jahmesz, írnok, hivatalnok Ehnaton udvarában
- Jahmesz herceg, tábornok, II. Jahmesz fia
- Jahmesz-ankh herceg, I. Jahmesz és Ahmesz-Nofertari fia
- Jahmesz Pennehbet, katona (XVIII. dinasztia)
- Jahmesz-Szaneith, hivatalnok II. Jahmesz alatt
- Jahmesz-Szipair herceg, feltehetőleg Szekenenré fia
- Jahmesz Szitaiet, Kús alkirálya I. Jahmesz és I. Amenhotep alatt
- Jahmesz Turo, Kús alkirálya I. Amenhotep és I. Thotmesz alatt
- Jakareb fáraó (XIV. dinasztia)
- Jakbim fáraó (XIV. dinasztia)
- Jakubher fáraó (XIV. vagy XV. dinasztia)
- Janasszi hükszosz herceg, Hian fia
- Juf, pap I. Jahmesz idejében
- Jufni fáraó (XIII. dinasztia)
- Juja nemesember, III. Amenhotep apósa
- Juju, Ozirisz főpapja II. Ramszesz és Merenptah alatt
- Juni, királyi háznagy I. Széthi alatt
- Juni, Kús alkirálya I. Széthi és II. Ramszesz alatt
- Junmin vezír, valószínűleg Hafré fia
- I. Juput, fáraó (XXIII. dinasztia)
- II. Juput, leontopoliszi uralkodó
- Juput herceg, Ámon főpapja I. Sesonk és I. Oszorkon alatt
- Juti, vezír az Újbirodalom végén

## K
- Ka fáraó (predinasztikus kor)
- Ka fáraó (I. dinasztia)
- Kaaper írnok, pap az IV.-V. dinasztia idején
- Kaemszehem herceg, Hufu unokája
- Kaemtjenent, hivatalnok Dzsedkaré Iszeszi alatt
- Kagemni, vezír, intelemszerző Huni és Sznofru alatt
- Kagemni, vezír Teti alatt
- Kai, vezír az V. dinasztia idején
- Kakauré Ibi fáraó (VIII. dinasztia)
- Kalhata, egyiptomi és núbiai királyné, Sabaka felesége
- Kamosze fáraó (XVII. dinasztia)
- Kaneith fáraó (0. dinasztia)
- Kanofer herceg és vezír a IV. vagy V. dinasztia alatt
- Kar, orvos a VI. dinasztia idején
- Kareh fáraó (XIV., XV. vagy XVI. dinasztia)
- I. Karomama királyné, II. Oszorkon felesége
- II. Karomama királyné, II. Takelot felesége
- Karomama Meritmut, Ámon isteni felesége
- Kawab herceg, vezír, Hufu fia
- Kawit királyné, II. Montuhotep felesége
- Keminub királyné, valószínűleg II. Amenemhat felesége
- Kemszit királyné, II. Montuhotep felesége
- Keni, hivatalnok II. Ramszesz alatt
- Két Sólyom fáraó (0. dinasztia)
- I. Khedebneithirbinet királyné, valószínűleg II. Nékó felesége
- Khentetenka királyné, Dzsedefré felesége
- Kia királyné, Ehnaton felesége

## M
- Maatkaré, Ámon isteni felesége
- Maathórnofruré királyné, hettita hercegnő, Hattusilis és Putuhepa lánya, II. Ramszesz felesége
- Mai, polgármester III. Thotmesz idején
- Maiherperi, nemesember IV. Thotmesz idején
- Maketaton hercegnő, Ehnaton és Nofertiti lánya
- Maja, Ámon főpapja Ehnaton uralkodásának elején
- Maja, Tutanhamon dajkája
- Maja nemesember, a kincstár főfelügyelője Tutanhamon, Ay és Horemheb uralkodásának idején
- Majet, fiatalon meghalt lány II. Montuhotep korából, talán a király lánya
- Maszaharta, Ámon főpapja
- Medunofer, orvos az V. vagy VI. dinasztia idején
- Mehitenweszhet királyné, I. Pszammetik felesége
- Meketré, hivatalnok II. és III. Montuhotep idején
- Menet hercegnő, talán III. Szenuszert lánya
- Menheperré herceg, III. Thotmesz és Meritré fia
- Menheperré, Ámon főpapja
- I. Menheperrészeneb, Ámon főpapja III. Thotmesz és II. Amenhotep alatt
- II. Menheperrészeneb, Ámon főpapja II. Amenhotep alatt
- Menhet királyné, III. Thotmesz felesége
- Meni (Ménész) fáraó, Egyiptom egyesítője (I. dinasztia)
- Menka, királyné a II. dinasztia idején
- Menka, vezír a II. dinasztia idején
- Menkaré fáraó (VIII. dinasztia)
- Menkauhór fáraó (V. dinasztia)
- Menkauré fáraó (IV. dinasztia)
- Menna, hivatalnok a XVIII. dinasztia idején
- Menui királyné, III. Thotmesz felesége
- Merdzsefaré fáraó (XIV. dinasztia)
- Merefnebef, vezír Uszerkaré alatt
- Merenhór fáraó (VIII. dinasztia)
- Merenptah fáraó (XIX. dinasztia)
- Merenptah herceg, feltehetőleg Merenptah fáraó fia
- Mereret hercegnő, talán III. Szenuszert lánya
- Mereruka, vezír Teti alatt
- Mereszamon énekesnő (XXII. dinasztia)
- I. Mereszanh királyné, Sznofru anyja
- II. Mereszanh királyné, Dzsedefré vagy Hafré felesége
- III. Mereszanh királyné, Hafré felesége
- IV. Mereszanh királyné, talán Menkauhór felesége
- Meretszeger királyné, III. Szenuszert felesége
- Merheperré fáraó (XIII. dinasztia)
- Merhotepré Ini fáraó (XIII. dinasztia)
- Meri, hivatalnok a IV. dinasztia idején
- Meri, Ámon főpapja II. Amenhotep alatt
- Meri, Ozirisz főpapja I. Széthi és II. Ramszesz alatt
- Meriatum herceg, főpap, II. Ramszesz és Nofertari fia
- Meriatum herceg, főpap, III. Ramszesz fia
- Merihathor fáraó (X. dinasztia)
- Merikaré fáraó (X. dinasztia)
- Merimosze, Kús alkirálya III. Amenhotep alatt
- Merineith (Meriré), hivatalnok Ehnaton alatt
- Meriptah, Ámon főpapja III. Amenhotep alatt
- Meriré, kincstárnok III. Amenhotep alatt
- Meriré, Aton főpapja
- Meriré, a királyi hárem felügyelője Amarnában
- Meriré, kézműves IX. Ramszesz alatt
- Meriszahmet, vezír Merenptah alatt
- Meritamon hercegnő, III. Thotmesz és Meritré lánya
- Meritamon királyné, II. Ramszesz és Nofertari lánya
- Meritaton királyné, Ehnaton és Nofertiti lánya, Szemenhkaré felesége
- Meritaton Ta-serit hercegnő, valószínűleg Meritaton lánya
- Meriteti, vezír I. Pepi idején
- I. Merititesz királyné, Hufu felesége
- II. Merititesz hercegnő, Hufu lánya
- IV. Merititesz királyné, I. Pepi felesége
- Meritnebti királyné, Szahuré felesége
- Meritneith királyné vagy fáraónő (I. dinasztia)
- Meritré-Hatsepszut királyné, III. Thotmesz felesége, II. Amenhotep anyja
- Merka, hivatalnok az I. dinasztia vége felé
- Merkaré fáraó (XIII. dinasztia)
- Mernoferré Ay fáraó (XIII. dinasztia)
- Mersepszeszré Ini fáraó (XIII. dinasztia)
- Merszehemré Ined fáraó (XIII. dinasztia)
- Merti királyné, III. Thotmesz felesége
- Meru, hivatalnok, pecsétőr II. Montuhotep alatt
- Meszehti, nomoszkormányzó a XI. dinasztia idején
- Messzui, Kús alkirálya Merenptah és II. Széthi alatt
- Min, kincstárnok III. Thotmesz idején
- Mindzsedef herceg, Hufu unokája
- Minemhat, Koptosz polgármestere a XVII. dinasztia idején
- Minhaf herceg, vezír, Hufu fia
- Minmontu, Ámon főpapja I. Jahmesz alatt
- Minmosze, Anhur főpapja II. Ramszesz alatt
- Minnofer, vezír Niuszerré alatt
- Montuemhat, thébai polgármester, Ámon-pap
- Montuemszaf fáraó (XVI. dinasztia)
- Montuemtaui, kincstárnok IV. Ramszesz és V. Ramszesz alatt
- Montuherkhopsef herceg, III. Ramszesz fia
- Montuherkhopsef herceg, IX. Ramszesz fia
- I. Montuhotep fáraó (XI. dinasztia)
- II. Montuhotep fáraó (XI. dinasztia)
- III. Montuhotep fáraó (XI. dinasztia)
- IV. Montuhotep fáraó (XI. dinasztia)
- V. Montuhotep fáraó (XIII. dinasztia)
- VI. Montuhotep fáraó (XVI. dinasztia)
- Montuhotep királyné, Dzsehuti felesége
- Montuhotep, kincstárnok I. Szenuszert alatt
- Montuhotep, III. Szobekhotep apja
- Montuhotepi fáraó, II. átmeneti kor
- Mosze, írnok II. Ramszesz alatt
- Mutbenret, Nofertiti húga
- Mutemwia királyné, IV. Thotmesz felesége, III. Amenhotep anyja
- Mutnedzsmet királyné, Horemheb felesége
- Mutnedzsmet királyné, I. Paszebahaemniut felesége
- Mutnofret királyné, I. Thotmesz felesége, II. Thotmesz anyja

## N
- Naht, háznagy I. Szenuszert alatt
- Nahthórhebit fáraó (XXX. dinasztia)
- Nahtmin, Min ahmími papja a XIII. dinasztia idején
- Nahtmin, parancsnok, Ay fáraó kijelölt örököse
- Nahtnebef fáraó (XXX. dinasztia)
- Nahtneith királyné, Dzser felesége
- Nahtpaaton, vezír Ehnaton alatt
- Nahtubaszterau királyné, II. Jahmesz felesége
- Naparaye, egyiptomi és núbiai királyné, Taharka felesége
- Narmer, fáraó (I. dinasztia)
- Naszeheperenszehmet, vezír I. Pszammetik uralkodása alatt
- Naunahte, XX. dinasztia korában élt hölgy
- Nauni hercegnő, I. Pinedzsem leánya
- Nebamon, írnok az Újbirodalom idején
- Nebamon, vezír Horemheb, I. Ramszesz, I. Széthi és II. Ramszesz alatt
- Nebanh, hivatalnok a XIII. dinasztia idején
- Nebdzsefaré fáraó (XIV. dinasztia)
- Nebemahet, Hafré és III. Mereszanh fia, vezír Menkauré alatt
- Nebennu, fáraó (XIII. dinasztia)
- Nebet, vezír I. Pepi alatt
- Nebet királyné, Unisz felesége
- Nebetah hercegnő, III. Amenhotep és Tije lánya
- Nebetia hercegnő, IV. Thotmesz unokája
- Nebetjunet hercegnő, III. Thotmesz és Meritré lánya
- Nebetnehat királyné (XVIII. dinasztia)
- Nebettaui királyné, II. Ramszesz lánya
- Nebiri istállómester (XVIII. dinasztia)
- I. Nebirierau fáraó (XVI. dinasztia)
- II. Nebirierau fáraó (XVI. dinasztia)
- Nebit, vezír III. Szenuszert alatt
- Nebka, fáraó (III. dinasztia)
- Nebmaatré fáraó (XVI. vagy XVII. dinasztia)
- Nebmaatré herceg, főpap, valószínűleg IX. Ramszesz fia
- Nebneteru Tenri, Ámon főpapja I. Széthi alatt
- Nebpu, Ptah főpapja III. Amenemhat alatt
- Nebré fáraó (II. dinasztia)
- Nebszemi királyné, III. Thotmesz felesége
- Nebszenré fáraó (XIV. dinasztia)
- Nebtu királyné, III. Thotmesz felesége
- Nebwawi, Ozirisz főpapja III. Thotmesz és II. Amenhotep alatt
- Nebwenenef, Ámon főpapja II. Ramszesz alatt
- Nedzseftet királyné, I. Pepi felesége
- Nedzsem herceg, II. Amenhotep fia
- Nedzsemibré fáraó (XIII. dinasztia)
- Nedzsmet királyné, Herihór felesége
- I. Nefaarud fáraó (XXIX. dinasztia)
- II. Nefaarud fáraó (XXIX. dinasztia)
- Neheszi fáraó (XIV. vagy XV. dinasztia)
- Neheszi, kincstárnok Hatsepszut idején
- Nehi, Kús alkirálya III. Thotmesz alatt
- Neith királyné, II. Pepi felesége
- Neithhotep királyné, Narmer felesége
- II. Nékó fáraó (XXVI. dinasztia)
- Neithiqret fáraónő (VI. dinasztia)
- I. Neithiqret, Ámon isteni felesége
- II. Neithiqret, Ámon főpapnője
- I. Nemtiemszaf fáraó (VI. dinasztia)
- II. Nemtiemszaf fáraó (VI. dinasztia)
- Neni királyné, III. Szobekhotep felesége
- Nerikaré fáraó, XIII. dinasztia
- Neszerkauhór herceg, Dzsedkaré Iszeszi fia
- Neszihonsz, II. Pinedzsem főpap felesége
- Neszitanebetasru, II. Pinedzsem főpap és Neszihonsz leánya
- Neszitanebetasru, II. Sesonk felesége
- III. Neszpakasuti, Dél vezírje Sabataka alatt
- IV. Neszpakasuti, Dél vezírje I. Pszammetik alatt
- Neszpamedu, vezír a XXV.–XXVI. dinasztia idején
- Neszptah, Théba polgármestere és pap I. Pszammetik alatt
- I. Neszubanebdzsed fáraó (XXI. dinasztia)
- II. Neszubanebdzsed, Ámon főpapja
- III. Neszubanebdzsed, Ámon főpapja
- Netjerheperré Meriptah, Ptah fópapja I. Paszebahaenniut, Amenemopet, Oszorkhór és Sziamon alatt
- Netjerkaré Sziptah fáraó (VI., VII. vagy VIII. dinasztia)
- Netjernaht, hivatalnok talán a XII. dinasztia idején
- Nianhba, Unisz vezíre
- Nianhhnum, Neuszerré fáraó manikűröse
- Niheben protodinasztikus uralkodó
- Nikauba fáraó (XXVI. dinasztia)
- I. Nikaré fáraó (VIII. dinasztia)
- II. Nikaré fáraó (XVI. dinasztia)
- Nikaré, hivatalnok az V. dinasztia idején
- Nikauré herceg és vezír, Hafré fia
- Nimaathapi királyné, Haszehemui felesége
- Nimlot, a líbiai meswes törzs főnöke, I. Sesonk fáraó apja
- Nimlot, Hérakleopolisz kormányzója, I. Sesonk fáraó fia
- Nimlot, Ámon főpapja, II. Oszorkon fáraó fia
- Nimlot, Hermopolisz királya a XXV. dinasztiával egyidőben
- Ninetjer fáraó (II. dinasztia)
- Noferefré fáraó (V. dinasztia)
- Noferheperu-her-szeheper, Ahet-Aton polgármestere
- I. Noferhotep fáraó (XIII. dinasztia)
- II. Noferhotep fáraó (XIII. dinasztia)
- III. Noferhotep fáraó (XVI. dinasztia)
- Noferhotep írnok (XIII. dinasztia)
- Noferhotepesz hercegnő, Dzsedefré leánya
- Noferhotepesz királyné, Uszerkaf felesége
- Noferirkaré fáraó (V. dinasztia)
- II. Noferirkaré fáraó (VIII. dinasztia)
- Noferkahór fáraó (VIII. dinasztia)
- Noferkamin fáraó (VIII. dinasztia)
- Noferkamin Anu fáraó (VIII. dinasztia)
- I. Noferkaré, fáraó (III. dinasztia)
- II. Noferkaré, fáraó (VIII. dinasztia)
- III. Noferkaré (Nebi), fáraó (VIII. dinasztia)
- IV. Noferkaré (Hendu), fáraó (VIII. dinasztia)
- V. Noferkaré (Tereru), fáraó (VIII. dinasztia)
- VI. Noferkaré (Pepiszeneb), fáraó (VIII. dinasztia)
- VII. Noferkaré, fáraó (IX. dinasztia)
- VIII. Noferkaré, fáraó (X. dinasztia)
- Noferkaré, óbirodalmi uralkodó
- Noferkaré, Tanisz uralkodója a XXVI. dinasztiával egyidőben
- Noferkaré Iymeru, vezír IV. Szobekhotep alatt
- Noferkaszokar fáraó (II. dinasztia)
- Noferkauhór fáraó (VIII. dinasztia)
- Noferkauré fáraó (VIII. dinasztia)
- Nofermaat herceg, vezír, Sznofru fia
- Nofermaat herceg, vezír, Sznofru unokája
- Nofernoferuaton, társuralkodó Ehnaton mellett
- Nofernoferuaton Ta-serit hercegnő, Ehnaton és Nofertiti lánya
- Nofernoferuré hercegnő, Ehnaton és Nofertiti lánya
- Noferronpet vezír és Ptah főpapja II. Ramszesz, Merenptah, Amenmessze és II. Széthi alatt
- Noferronpet vezír IV. Ramszesz, V. Ramszesz és VI. Ramszesz alatt
- Noferszesemré, vezír Teti alatt
- Nofertari királyné, IV. Thotmesz felesége
- Nofertari királyné, II. Ramszesz felesége
- Nofertiti királyné, Ehnaton felesége
- I. Noferu királyné, I. Montuhotep felesége
- II. Noferu királyné, II. Montuhotep felesége
- III. Noferu királyné, I. Szenuszert felesége
- Noferubiti hercegnő, I. Thotmesz és Ahmesz lánya
- Noferukait királyné, valószínűleg III. Antef anyja
- Noferuptah hercegnő, III. Amenemhat lánya
- Noferweben, vezír III. Thotmesz alatt
- II. Nofret királyné, II. Szenuszert felesége
- Nofret királyné, ismeretlen XIII. dinasztiabeli uralkodó felesége
- Nofrethenut királyné, III. Szenuszert felesége
- Nofretiabet hercegnő, Hufu lánya
- I. Nofretkau hercegnő, Sznofru lánya
- II. Nofretkau Hufu menye
- III. Nofretkau hercegnő, Hufu lánya vagy unokája
- Nofruré hercegnő, II. Thotmesz és Hatsepszut lánya
- Nubemhat királyné, II. Szobekemszaf felesége
- Nubhaesz királyné (XIII. dinasztia)
- Nubheszbed királyné, VI. Ramszesz felesége, VII. Ramszesz anyja
- Nubhotepti királyné, talán Hór felesége
- Nubhoteptikhred hercegnő, talán Hór leánya
- Nubnofer fáraó (II. dinasztia)
- Nubwenet királyné, I. Pepi felesége
- Nuja fáraó (XIV. dinasztia)

## O
- I. Oszorkon fáraó (XXII. dinasztia)
- II. Oszorkon fáraó (XXII. dinasztia)
- III. Oszorkon fáraó (XXIII. dinasztia)
- IV. Oszorkon fáraó (XXII. dinasztia)
- Oszorkon törzsfő, szaiszi kormányzó (XXII. dinasztia)
- Oszorkhór fáraó (XXI. dinasztia)

## P
- Pabasza, I. Nitókrisz papnő háznagya
- Padiszemataui (Potaszimto), tábornok II. Pszammetik idején
- Pahemneter, Ptah főpapja II. Ramszesz alatt
- Paheri, polgármester a XVIII. dinasztia idején
- Paieftjauemauineith, hivatalnok II. Uahibré és II. Jahmesz alatt
- Paihia hercegnő, IV. Thotmesz lánya
- Pami fáraó (XXII. dinasztia)
- Paneheszi, hivatalnok Ehnaton udvarában
- Paneheszi, vezír Merenptah alatt
- Pantjeni, fáraó a második átmeneti korban
- Paréherwenemef herceg, II. Ramszesz és Nofertari fia
- Paréherwenemef herceg, III. Ramszesz fia
- I. Paréhotep, vezír II. Ramszesz alatt
- II. Paréhotep, vezír, Ré és Ptah főpapja II. Ramszesz alatt
- Parennefer, hivatalnok Ehnaton idején
- Parennefer, Ámon főpapja
- Pasedu Deir el-Medina-i kézműves I. Széthi és II. Ramszesz idejében
- III. Paserienptah, Ptah főpapja
- I. Paszebahaenniut fáraó (XXI. dinasztia)
- II. Paszebahaenniut fáraó (XXI. dinasztia)
- III. Paszebahaenniut, Ámon főpapja, talán azonos az előzővel
- Paszer, vezír I. Széthi és II. Ramszesz alatt
- I. Paszer, Kús alkirálya Ay és Horemheb alatt
- II. Paszer, Kús alkirálya II. Ramszesz alatt
- Paszer, Théba polgármestere III. Ramszesz alatt
- Pataresnesz királyné, I. Sesonk felesége
- Paweraa, Nyugat-Théba polgármestere IX. Ramszesz alatt
- Pediamenopet, írnok és pap a XXV.-XXVI. dinasztia idején
- Pediésze, Ptah főpapja és a líbiai meswes törzs főnöke III. Sesonk és Pami alatt
- I. Pedubaszt fáraó (XXIII. dinasztia)
- II. Pedubaszt fáraó (XXII. vagy XXIII. dinasztia)
- III. Pedubaszt fáraó, felkelő a perzsa uralom ellen
- Pedubaszt, háznagy a XXVI. dinasztia idején
- Peftjauibaszt, hérakleopoliszi uralkodó a XXV. dinasztiával egyidőben
- Pehenptah, kézműves, szobrász a II. vagy III. dinasztia idején
- Pehenuikai, vezír az V. dinasztia idején
- Pekszater, egyiptomi és núbiai királyné, Piye felesége
- Penamon, fáraó a későkorban
- Penebui, királyné az I. dinasztia idején
- Penneszuttaui, parancsnok
- Penré, Kús alkirálya Hatsepszut alatt
- Pentawer herceg, III. Ramszesz és Tije fia
- Pentu, orvos Ehnaton udvarában
- I. Pepi fáraó (VI. dinasztia)
- II. Pepi fáraó (VI. dinasztia)
- III. Pepi fáraó (XVI. dinasztia)
- Peribszen fáraó (II. dinasztia)
- Perneb herceg, Hotepszehemui vagy Nebré fia
- Perszenet, királyné a IV. dinasztia idején
- Peszeset orvosnő
- Pianh, Ámon főpapja
- Pimai herceg, törzsfő, III. Sesonk fia
- I. Pinedzsem, Ámon főpapja
- II. Pinedzsem, Ámon főpapja
- Piye, núbiai király és egyiptomi fáraó (XXV. dinasztia)
- I. Pszammetik fáraó (XXVI. dinasztia)
- II. Pszammetik fáraó (XXVI. dinasztia)
- III. Pszammetik fáraó (XXVI. dinasztia)
- IV. Pszammetik, feltételezett uralkodó a perzsa uralommal egyidőben
- Pszammetikszeneb, orvos és hivatalnok II. Pszammetik alatt
- Pszenmut fáraó (XXIX. dinasztia)
- Ptahhotep vezír, intelemszerző Dzsedkaré Iszeszi alatt
- Ptahhotep, Dzsedkaré Iszeszi vezírje
- Ptahhotep Deser, vezír Menkauhór és Dzsedkaré Iszeszi alatt
- Ptahhotep Tjefi, vezír valószínűleg Dzsedkaré Iszeszi és Unasz alatt
- Ptahmosze, vezír III. Amenhotep alatt
- Ptahmosze, kincstárnok III. Amenhotep alatt
- Ptahmosze, Memphisz polgármestere II. Ramszesz alatt
- Ptahmosze, Thotmesz fia, Ptah-főpap IV. Thotmesz alatt
- Ptahmosze, Menheper fia, Ptah-főpap IV. Thotmesz és/vagy III. Amenhotep alatt
- Ptahsepszesz, vezír Niuszerré alatt
- Puimré, Ámon második prófétája III. Thotmesz és Hatsepszut alatt

## R
- Rahotep herceg, Sznofru fia
- Rahotep, fáraó (XVII. dinasztia)
- Rai, királyi dajka a XVIII. dinasztia idején
- Ramosze herceg, I. Jahmesz fia
- Ramosze, Szenenmut apja
- Ramosze, vezír III. Amenhotep alatt
- Ramosze, tábornok Ehnaton alatt (talán azonos az előzővel)
- Ramosze, írnok II. Ramszesz alatt
- I. Ramszesz fáraó (XIX. dinasztia)
- II. Ramszesz fáraó (XIX. dinasztia)
- III. Ramszesz fáraó (XX. dinasztia)
- IV. Ramszesz fáraó (XX. dinasztia)
- V. Ramszesz fáraó (XX. dinasztia)
- VI. Ramszesz fáraó (XX. dinasztia)
- VII. Ramszesz fáraó (XX. dinasztia)
- VIII. Ramszesz fáraó (XX. dinasztia)
- IX. Ramszesz fáraó (XX. dinasztia)
- X. Ramszesz fáraó (XX. dinasztia)
- XI. Ramszesz fáraó (XX. dinasztia)
- Ramszesz herceg, II. Ramszesz fia
- Ramszesz-Meriamon-Nebweben herceg, II. Ramszesz fia
- Ramszesznaht főpap
- Ramusenti, nomoszkormányzó talán a XI. dinasztia idején
- Rasepszesz, vezír Dzsedkaré alatt
- Rawer, vezír a VI. dinasztia idején
- Rehetré királyné, Hafré leánya, talán Menkauré felesége
- Rehmiré, vezír III. Thotmesz és II. Amenhotep alatt
- Rehuerdzserszen, kincstárnok valószínűleg I. Amenemhat alatt
- Renszeneb fáraó (XIII. dinasztia)
- Reptinub királyné, Niuszerré felesége
- Resszeneb, vezír a XIII. dinasztia idején
- Roma-Roi, Ámon főpapja II. Ramszesz, Merenptah és II. Széthi alatt
- Rudamon fáraó (XXIII. dinasztia)
- Ruiu, Teh-khet kormányzója a XVIII. dinasztia idején

## S
- Sedszunofertum, Ptah főpapja a XXI.-XXII. dinasztia fordulóján
- Semai, vezír Noferkauhór alatt
- Seneh fáraó (valószínűleg XIV. dinasztia)
- Sensek fáraó (XIV. dinasztia)
- I. Sepenupet, Ámon isteni felesége
- II. Sepenupet, Ámon isteni felesége
- Sepszeszkaf fáraó (IV. dinasztia)
- Sepszeszkafanh, orvos az V. dinasztia idején
- Sepszeszkaré fáraó (V. dinasztia)
- Sepszetipet, hercegnő a II. dinasztia idején
- Seretnebti, hercegnő az V. dinasztia idején
- Seri, hivatalnok a IV. dinasztia idején
- Sesi, fáraó a második átmeneti korban
- I. Sesonk fáraó (XXII. dinasztia)
- II. Sesonk fáraó (XXII. dinasztia)
- III. Sesonk fáraó (XXII. dinasztia)
- IV. Sesonk fáraó (XXII. dinasztia)
- V. Sesonk fáraó (XXII. dinasztia)
- VI. Sesonk fáraó (XXIII. dinasztia)
- Sesonk (Tutheperré) fáraó (XXII. dinasztia)
- Sesonk törzsfő, a XXII. dinasztia őse
- Sesonk, Ámon főpapja a XXII. dinasztia idején
- Sesonk, Ptah főpapja a XXII. dinasztia idején
- I. Skorpió, predinasztikus fáraó
- II. Skorpió, predinasztikus fáraó

## Sz
- Sza, fáraó (II.  vagy III. dinasztia)
- Szabef, hivatalnok II. Ka uralkodása alatt
- Szabeni, hivatalnok, núbiai expedíciók vezetője II. Pepi alatt
- Szabu, más néven Tjeti, Ptah főpapja Unasz és Teti alatt
- Szabu, más néven Ibebi, Ptah főpapja Teti és I. Pepi alatt
- Szabu, más néven Kem, Ptah főpapja, valószínűleg I. Pepi alatt
- Szadeh királyné, II. Montuhotep felesége
- Szahórnedzsheritef fáraó (XIII. dinasztia)
- Szahuré fáraó (V. dinasztia)
- Szalitisz, hükszosz uralkodó (XV. dinasztia)
- Szanaht fáraó (II. vagy III. dinasztia)
- Szanhenré Szeuadzstu fáraó (XIII. dinasztia)
- Szanhibtaui Szanhibré, fáraó (XI., XII. vagy XIII. dinasztia)
- I. Szarenput, nomoszkormányzó I. Szenuszert alatt
- II. Szarenput, nomoszkormányzó  II. Amenemhat, II. Szenuszert és III. Szenuszert alatt
- Szaszobek, vezír I. Pszammetik alatt
- Szatiah királyné, III. Thotmesz felesége
- Szatszobek, királyné a XIII. dinasztia idején
- Szebkai, fáraó a második átmeneti korban
- Szedzsemnetjeru, művész a második átmeneti korban
- Szegerszeni, núbiai uralkodó a Középbirodalom idején
- Szehebré fáraó (XIV. dinasztia)
- Szehekenré Szanhptahi fáraó (XIII. dinasztia)
- Szehemanhptah, vezír az V. vagy VI. dinasztia idején
- Szehemhet fáraó (III. dinasztia)
- Szehemkaré, vezír Uszerkaf és Szahuré alatt
- Szehemré Seduaszet, fáraó (XVI. dinasztia)
- Szehendet fáraó (0. dinasztia)
- Szehener hercegnő (II. dinasztia)
- Szeheperenré fáraó (XIV. dinasztia)
- Szehotepibré fáraó (XIII. dinasztia)
- Szehotepibréanh-nedzsem, Ptah főpapja III. Szenuszert alatt
- Szeka alsó-egyiptomi fáraó
- Szekenenré Ta-aa fáraó (XVII. dinasztia)
- Szekhemib-Perenmaat fáraó (II. dinasztia)
- Szekirhar, hükszosz uralkodó (XV. dinasztia)
- Szelek, fáraó a második átmeneti korban
- Szemat királyné, Den felesége
- Szematauitefnaht, hivatalnok, a makedón hódítás tanúja
- Szememiah, kincstárnok Hatsepszut alatt
- Szemenhkaré fáraó (XVIII. dinasztia)
- Szemenré fáraó (XVI. vagy XVII. dinasztia)
- Szemerkhet fáraó (I. dinasztia)
- Szemken hükszosz uralkodó (XV. vagy XVI. dinasztia)
- Szenahtenré Jahmesz fáraó (XVII. dinasztia)
- Szenaib fáraó (XIII. vagy XVI. dinasztia)
- Szenanh, kincstárnok III. Szenuszert idején
- Szeneb, hivatalnok Dzsedefré alatt
- Szeneb herceg, III. Szobekhotep fáraó testvére
- Szenebhenaf, vezír a második átmeneti kor idején
- Szenebhenasz királyné, III. Szobekhotep felesége
- Szenebi, kincstárnok I. Noferhotep és IV. Szobekhotep alatt
- Szenebkai, fáraó a második átmeneti korban
- Szenebmiu, fáraó (XIII. dinasztia)
- Szenebszen királyné, I. Noferhotep felesége
- Szenebszumai, kincstárnok III. Szobekhotep és I. Noferhotep alatt
- Szenebtiszi, előkelő hölgy a XII. dinasztia idején
- Szenebui, Ptah főpapja a XII.-XIII. dinasztia idején
- Szenedzs fáraó (II. dinasztia)
- Szenedzsemib Inti, vezír Dzsedkaré alatt
- Szenedzsemib Mehi, vezír Unisz alatt
- Szeneferka fáraó (I. dinasztia)
- Szenenmut, Hatsepszut főépítésze
- Szenetszenebtiszi hercegnő, valószínűleg III. Szenuszert lánya
- Szeni, Kús alkirálya I. Thotmesz és II. Thotmesz alatt
- Szenimen, királyi nevelő Hatsepszut alatt
- Szennedzsem, Deir el-Medina-i kézműves I. Széthi és II. Ramszesz alatt
- Szennedzsem, hivatalnok Tutanhamon alatt
- Szennofer, Théba polgármestere II. Amenhotep alatt
- Szennoferi, kincstárnok II. Thotmesz, Hatsepszut és III. Thotmesz alatt
- Szenszoneb, I. Thotmesz anyja
- I. Szenuszert fáraó (XII. dinasztia)
- II. Szenuszert fáraó (XII. dinasztia)
- III. Szenuszert fáraó (XII. dinasztia)
- IV. Szenuszert fáraó (XIII., XVI. vagy XVII. dinasztia)
- Szenuszert, vezír II. Szenuszert és II. Amenemhat alatt
- Szenuszert-anh, Ptah főpapja valószínűleg I. Szenuszert alatt
- Szenuszert-anh, vezír valószínűleg III. Amenemhat alatt
- Szesathotep, vezír az V. dinasztia idején
- Szesemetka királyné, Den vagy Dzser felesége
- Szesemnofer, vezír Dzsedkaré Iszeszi alatt
- Szesszeset, Teti fáraó anyja (VI. dinasztia)
- Szetepenré hercegnő, Ehnaton és Nofertiti lánya
- Szetibhor királyné, Dzsedkaré Iszeszi felesége
- Szétau, Kús alkirálya II. Ramszesz alatt
- Széth Meribré fáraó (XIII. dinasztia)
- Széthi parancsnok, I. Ramszesz apja
- I. Széthi fáraó (XIX. dinasztia)
- II. Széthi fáraó (XIX. dinasztia)
- Széthi, Kús alkirálya Sziptah alatt
- Széthi-Merenptah herceg, II. Széthi fia
- Széthnaht fáraó (XX. dinasztia)
- Szetut fáraó (IX. dinasztia)
- Szeuadzskaré fáraó (XIII. dinasztia)
- II. Szeuadzskaré (Hori) fáraó (XIII. dinasztia)
- III. Szeuadzskaré fáraó (XIV. dinasztia)
- Sziamon fáraó (XXI. dinasztia)
- Sziamon herceg, I. Jahmesz fia
- Sziamon herceg, III. Thotmesz fia
- Sziatum herceg, IV. Thotmesz fia
- Sziésze, vezír valószínűleg II. Amenemhat alatt
- Sziésze, hivatalnok II. Ramszesz alatt
- Sziésze, hivatalnok II. Ramszesz és Merenptah alatt
- Szihathor fáraó (XIII. dinasztia)
- Szimontu vezír a XII. dinasztia vége felé
- Szimut főpap III. Amenhotep alatt
- Sziptah fáraó (XIX. dinasztia)
- Szitamon királyné, III. Amenhotep és Tije lánya
- Szitdzsehuti királyné, Szenahtenré lánya, Szekenenré felesége
- Szithathor hercegnő, III. Szenuszert lánya
- Szithathorjunet hercegnő, II. Szenuszert lánya
- Szitkamosze hercegnő, talán Kamosze lánya
- Szitré királyné, I. Ramszesz felesége, I. Széthi anyja
- Szitré, Hatsepszut dajkája
- Sznofru fáraó (IV. dinasztia)
- II. Szobekemszaf fáraó (XVII. dinasztia)
- Szobekemszaf, hivatalnok a XIII. dinasztia idején
- Szobekemszaf királyné (XVII. dinasztia)
- I. Szobekhotep fáraó (XIII. dinasztia)
- II. Szobekhotep fáraó (XIII. dinasztia)
- III. Szobekhotep fáraó (XIII. dinasztia)
- IV. Szobekhotep fáraó (XIII. dinasztia)
- V. Szobekhotep fáraó (XIII. dinasztia)
- VI. Szobekhotep fáraó (XIII. dinasztia)
- VII. Szobekhotep fáraó (XIII. dinasztia)
- VIII. Szobekhotep fáraó (valószínűleg XVI. dinasztia)
- Szobekhotep, kincstárnok I. Szenuszert idején
- Szobekhotep, a Fajjúm polgármestere II. Amenhotep idején
- Szobekhotep, kincstárnok valószínűleg IV. Thotmesz idején
- II. Szobeknaht, nehebi kormányzó a XVI. dinasztia idején
- Szobeknaht, háznagy I. Amenemhat alatt
- Szobeknoferuré fáraónő (XII. dinasztia)
- Szonbef fáraó (XIII. dinasztia)
- Szuti költő (XVIII. dinasztia)

## T
- Ta, vezír III. Ramszesz uralkodása alatt
- Tabekenamon, egyiptomi és núbiai királyné, Taharka felesége
- Tabiri, egyiptomi és núbiai királyné, Piye felesége
- Tadibaszt királyné, IV. Oszorkon anyja
- Taduhepa mitanni hercegnő, III. Amenhotep felesége
- Taharka fáraó (XXV. dinasztia)
- Tahát királyné, Amenmessze anyja
- Tahát anyakirályné, IX. Ramszesz anyja
- Tahuit királyné, II. Pszammetik felesége
- Tai, kincstárnok Hatsepszut és III. Thotmesz idején
- Taimhotep, III. Paserienptah főpap felesége
- Takahatenamon, egyiptomi és núbiai királyné, Taharka felesége
- I. Takelot fáraó (XXII. dinasztia)
- II. Takelot fáraó (XXIII. dinasztia)
- III. Takelot fáraó (XXIII. dinasztia)
- Tanedzsmet királyné, nem azonosított XIX. dinasztiabeli fáraó felesége
- Tanutamon fáraó és kusita király (XXV. dinasztia)
- Tauszert fáraónő (XIX. dinasztia)
- Tefib, nomoszkormányzó a XI. dinasztia idején
- Tefnaht fáraó (XXIV. dinasztia)
- II. Tefnaht, szaiszi uralkodó (XXVI. dinasztia)
- Teje királyné, Ay felesége
- Tem királyné, II. Montuhotep felesége
- Tentamon hercegnő, IV. Thotmesz lánya
- Tentamon királyné, XI. Ramszesz felesége
- Tentamon királyné, Neszubanebdszed felesége
- Tentkheta királyné, II. Jahmesz felesége
- I. Teti fáraó (I. dinasztia)
- II. Teti fáraó (VI. dinasztia)
- Teti, Minhotep fia, hivatalnok a XVII. dinasztia idején
- Tetiki, Théba polgármestere a XVIII. dinasztia elején
- Tetiseri királyné, Szenahtenré Ta-aa felesége, Szekenenré Ta-aa anyja
- I. Thotmesz fáraó (XVIII. dinasztia)
- II. Thotmesz fáraó (XVIII. dinasztia)
- III. Thotmesz fáraó (XVIII. dinasztia)
- IV. Thotmesz fáraó (XVIII. dinasztia)
- Thotmesz, vezír IV. Thotmesz és III. Amenhotep alatt
- Thotmesz herceg, III. Amenhotep fia
- Thotmesz, szobrász Ehnaton udvarában
- Thotmesz, Kús alkirálya Ehnaton alatt
- Thotmesz, vezír II. Ramszesz alatt
- Tia hercegnő, I. Széthi és Tuja lánya
- Tia, kincstárnok II. Ramszesz alatt
- Tiaa királyné, II. Amenhotep felesége, IV. Thotmesz anyja
- Tiaa hercegnő, IV. Thotmesz lánya
- Tije királyné, III. Amenhotep felesége, Ehnaton anyja
- Tije királyné, III. Ramszesz felesége
- Tije-Mereniszet királyné, Széthnaht felesége, III. Ramszesz anyja
- Titi királyné, III. Ramszesz felesége
- Tiu protodinasztikus uralkodó
- Tjahapimu herceg, régens Dzsedhór alarr
- Tjan királyné, IV. Szobekhotep felesége
- Tjanefer, Ámon-pap (XXI. dinasztia)
- Tjes protodinasztikus uralkodó
- Tjeszraperet, Taharka lányának dajkája
- Tuja nemesasszony, III. Amenhotep anyósa
- Tuja királyné, I. Széthi felesége, II. Ramszesz anyja
- Tutanhamon fáraó (XVIII. dinasztia)

## U/W
- Uadzsed fáraó (XIV. dinasztia)
- Uadzsetrenput, háznagy Hatsepszut alatt
- Uadzskaré fáraó (VIII. dinasztia)
- Uadzsmesz herceg, I. Thotmesz fia
- Uadzsnesz fáraó (II. dinasztia)
- II. Uahibré fáraó (XXVI. dinasztia)
- Uahnoferhotep, herceg a XIII. dinasztia idején
- Uasptah, vezír Noferirkaré alatt
- Udzsebten királyné, II. Pepi felesége
- Ugaf fáraó (XIII. dinasztia)
- Uneg fáraó (II. dinasztia)
- Unegbu protodinasztikus uralkodó
- Unisz fáraó (V. dinasztia)
- Upuautemszaf, fáraó a második átmeneti korban
- Uszer, Koptosz kormányzója a VIII. dinasztia idején
- Uszeramon, vezír Hatsepszut és III. Thotmesz alatt
- Uszerkaf, fáraó (V. dinasztia)
- Uszerkaré fáraó (VI. dinasztia)
- Uszermontu, vezír Tutanhamon és Horemheb alatt
- Uszerszatet, Kús alkirálya II. Amenhotep és IV. Thotmesz alatt
- Webenszenu herceg, II. Amenhotep fia
- Wendzsebauendzsed, tábornok és főpap I. Paszebahaenniut alatt
- Wenennofer, Ozirisz főpapja II. Ramszesz alatt
- Wenset, hercegnő és papnő a IV. dinasztia idején
- Wentawat, Kús alkirálya IX. Ramszesz alatt
- Werbauba, vezír Szahuré alatt

## Azonosítatlan múmiák
- E-férfi vagy Kiáltó múmia; talán Pentawer herceg
- lásd még: Azonosítatlan egyiptomi múmiák listája